# Réfractaire à l'armée
 (janvier 2023).
Les réfractaires refusent des obligations légales pour contester l'armée ou, globalement ou circonstanciellement, la Défense nationale ou d'autres formes de réquisition.

## Motivations
Certains refus, comme l'insoumission ou la désertion, peuvent parfois résulter d'une spontanéité qui n'est pas essentiellement idéologique. Dans le cas contraire, les motivations politiques, philosophiques, morales ou religieuses sont variées, de même que leur champ d'application, par exemple :
- le refus des anarchistes ou des témoins de Jéhovah[1] de tout service à l’État
- la désobéissance à un ordre particulier, comme une atteinte aux droits humains ou le bris d'une grève
- l'opposition à un conflit spécifique, comme une guerre coloniale
- la dénonciation d'un aspect de la politique de Défense, par exemple l'armement nucléaire, les ventes d'armes ou l'extension d'un terrain militaire.

## Types de réfractaires

### Réfractaire à la conscription

#### Insoumission
L’appelé qui n’obéit pas à son ordre de conscription est un insoumis.

#### Objection de conscience
L'objecteur de conscience refuse par conviction tout service militaire ou seulement le service armé ou certaines obligations circonstancielles.
Certains pays ont légalisé pour les objecteurs un service civil de remplacement ou un service militaire non armé. Dans le cas contraire ou s'ils n'ont pas pu ou su obtenir le statut, les objecteurs peuvent devenir insoumis ou déserteurs. Ils peuvent l'être aussi vis-à-vis du service civil pour en contester certains aspects.

#### Renvoi et destruction de livret militaire
Le renvoi et la destruction volontaire de livrets militaires sont des actes illégaux individuels ou collectifs, publics ou non, destinés généralement à protester contre la politique militaire ou un de ses aspects. Dans certains cas, ces actions de désobéissance civique sont effectuées en raison de l’absence de législation permettant de se déclarer objecteur de conscience après l’accomplissement du service militaire.

#### Europe
Créée en 1997 à l'initiative du groupe italien Né giusta né utile - Movimento per l'abolizione della leva obbligatoria militare e civile (Ni juste ni utile, mouvement pour l'abolition du service national obligatoire militaire et civil) et de la Ligue hongroise contre la conscription (Hadkötelezettséget Ellenzők Ligája), la coalition Stop conscription in Europe now! a réuni des mouvements de onze pays.

##### Irlande

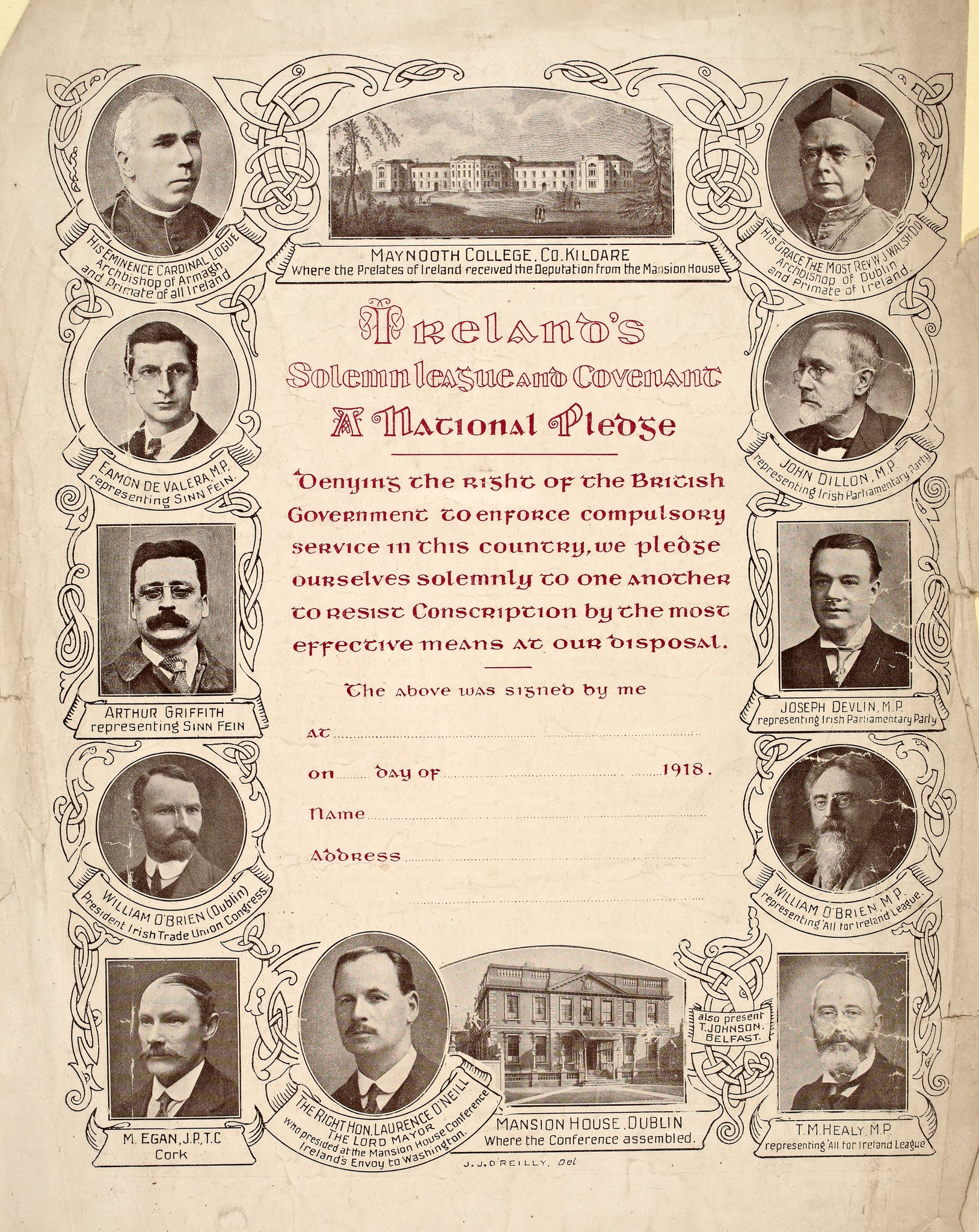
Engagement anti-conscription, Dublin, 18 avril 1918, avec les portraits des membres de la Commission épiscopale catholique et du Comité anti-conscription

Le 18 avril 1918, le gouvernement britannique, en manque de combattants sur le front de la Première Guerre mondiale, décide d'étendre à l'Irlande la conscription déjà obligatoire dans le reste de la Grande-Bretagne. Il s'attire ainsi l'opposition des nationalistes irlandais et de l'Église catholique. Le même jour, le Lord-maire de Dublin, Laurence O'Neill, rassemble un Comité anti-conscription constitué de Éamon de Valera (futur Président de l'Irlande) et Arthur Griffith, représentants du Sin Féin, William O'Brien et Timothy Michael Healy du Parti parlementaire irlandais, Michael Egan, Thomas Johnson et William O'Brien (homonyme du précédemment nommé) du Congrès des syndicats irlandais (Trade Union Congress - TUC) et du Parti travailliste. Les évêques catholiques déclarent que le décret est une loi oppressive et injuste. Le comité et l'épiscopat font afficher dans les églises le texte de l'engagement suivant qui est signé par des dizaines de milliers d’Irlandais :

« Niant le droit du gouvernement britannique d'imposer le service obligatoire dans ce pays, nous nous engageons solennellement les uns envers les autres à résister à la conscription par les moyens les plus efficaces à notre disposition. »

 À l'appel du Parti travailliste, une grève de grande ampleur a lieu le 23 avril. Le Trade Union Congress lance aux travailleurs d’autres pays impliqués dans la Grande Guerre un appel internationaliste à imiter l’exemple irlandais et à « se soulever contre leurs oppresseurs et à mettre fin à la guerre. » Il envoie un manifeste « Aux travailleurs organisés d'Angleterre, d'Écosse et du Pays de Galles » qui affirme que les travaillistes irlandais sont résolument contre la conscription pour toute guerre, qu’elle soit imposée par une autorité britannique, irlandaise ou toute autre autorité. Le mouvement travailliste britannique répond par un appel à son gouvernement pour qu’il n’applique pas la conscription en Irlande. En riposte à une éventuelle loi martiale, les travaillistes irlandais mettent au point un plan de grève générale et de résistance passive tout en garantissant l'approvisionnement alimentaire. Le retrait de la menace de conscription et la fin de la guerre rendent ce plan caduc.
Des Irlandais et des Irlandaises sont emprisonnées en Angleterre pour leur opposition à la conscription. Par exemple Constance Markiewicz et Maud Gonne sont incarcérées à la prison de Holloway où des suffragettes avaient mené une grève de la faim.

##### Portugal
Des historiens comme Miguel Cardina et Susana Martins avancent le chiffre de 200 000 insoumis, réfractaires et déserteurs portugais qui veulent se soustraire aux guerres coloniales en Afrique, notamment en Guinée, en Angola et au Mozambique. Entre 1961 et 1970, près de 70 000 Portugais en âge de faire leur service militaire entrent en France, la plupart insoumis ou déserteurs. Paris entretient d’excellents liens avec Lisbonne, membre fondateur de l’OTAN, en 1949, et vend d’ailleurs des armes utilisées dans les colonies. En 1971, pour décourager les réfractaires, les gouvernements portugais et français signent un accord réduisant les droits de séjour de ces exilés. En outre, pour obtenir le statut de réfugié politique, il ne suffit pas de refuser l’uniforme, il faut justifier d’activités politiques. Des Portugais « irréguliers » auraient été livrés aux autorités espagnoles qui les auraient remis à la police portugaise. L’avocat Jean-Jacques de Felice commente alors : « La France, terre de liberté pour les étrangers, c’est un mythe. Non seulement la loi les protège insuffisamment, mais elle ne leur permet pas·d’être défendus ».
Fernando Pereira se réfugie aux Pays-Bas pour éviter la conscription. Photographe pour Greenpeace, il meurt le 10 juillet 1985 dans une opération organisée par les services secrets français destinée à couler le Rainbow Warrior, bateau de l'organisation.

##### Russie
Lors de l'invasion de l'Ukraine par la Russie en 2022, des cocktails molotov sont lancés contre des centres militaires de recrutement et du matériel ferroviaire est saboté pour entraver les acheminements de matériels militaires.
Alexey Suhorukov, cofondateur de l'agence spécialisée en recrutement d'informaticiens IT-Academy, estime, en août 2022, que 100 000 à 150 000 informaticiens ont quitté la Russie après le 24 février. Beaucoup l'ont fait par refus de complicité avec le régime et par crainte de l'enrôlement militaire. L'un d'eux témoigne : « Je refuse d'être partie prenante d'une société qui soutient la guerre ou même reste silencieuse devant son déclenchement. » 10 % des 18 000 salariés de Yandex, le moteur de recherche et portail russe, auraient émigré. La censure légale frappant l'entreprise avait déjà suscité des démissions. Un tiers des sociétés russes spécialisées dans la sécurité informatique essaient de transférer leurs activités et leurs salariés à l'étranger. Les défections vont engendrer du retard technologique, notamment dans le domaine de la défense.

#### Afrique du Sud

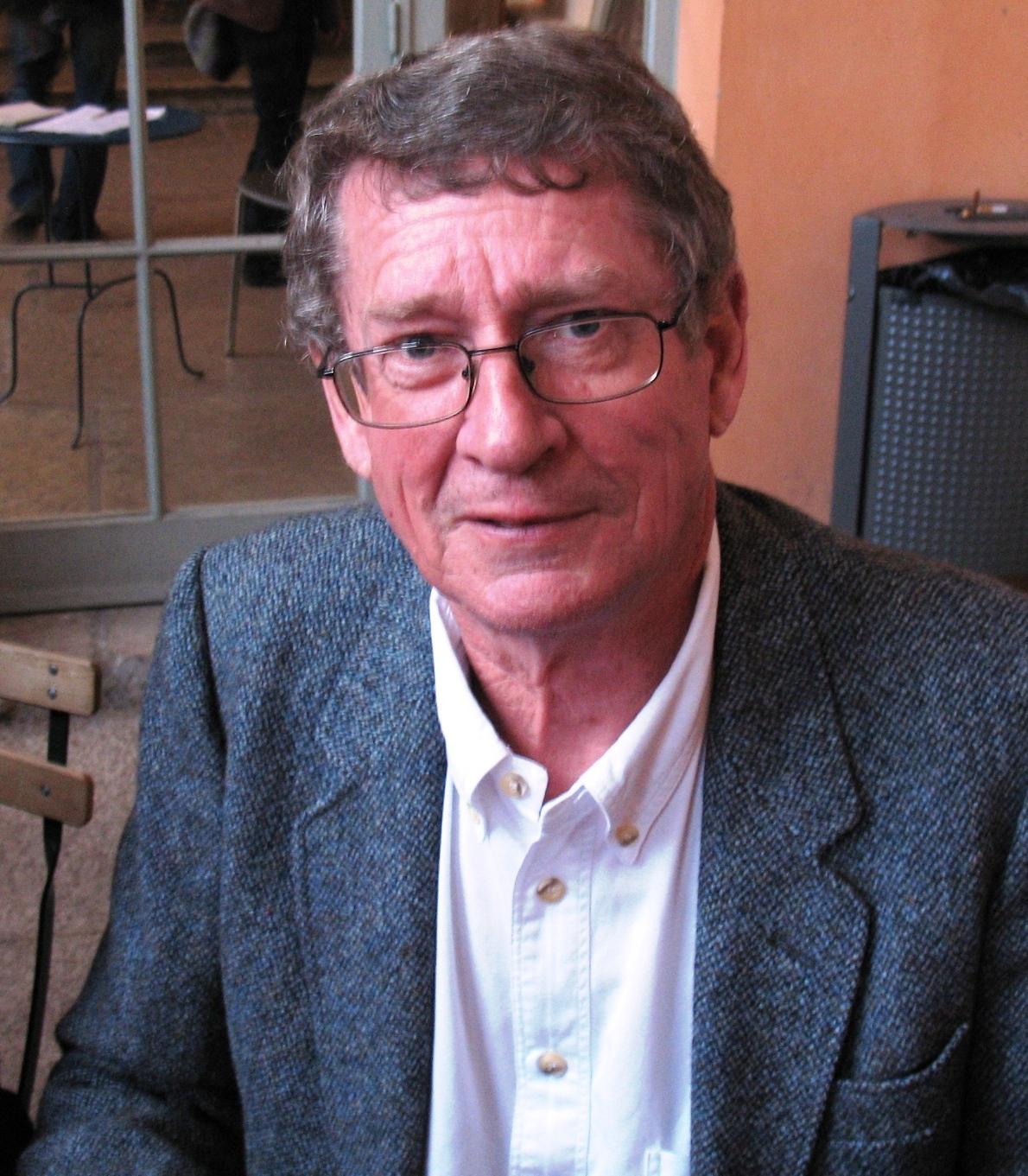
André Brink

Opposé à l'apartheid, le mouvement Halte à la conscription, lancé en 1963, organise, en juin 1985, à Johannesbourg, un Festival de la paix avec le soutien des principales Églises du pays, notamment l'Église catholique et le conseil des Églises d'Afrique du Sud.
L'écrivain André Brink refuse d'obéir à un amendement à la loi de Défense qui permet de rappeler sous les drapeaux les hommes jusqu'à l'âge de cinquante-cinq ans.

« J'ai informé les autorités militaires que je refuserais de subir tout entraînement ou de servir dans l'armée à quelque poste que ce soit. Quelle que soit la peine encourue, je ne suis pas prêt à vivre et à mourir pour ce régime et ce système ; ils ne représentent pas l'Afrique du Sud que j'aime et que je respecte, et ils ne servent pas les idéaux et les valeurs auxquels je suis attaché en tant qu'écrivain et en tant qu'homme. »

— André Brink, traduit de l'anglais par Jean Guiloineau

#### États-Unis d'Amérique

##### Draft Riots
Les Draft Riots (émeutes de la conscription) se déroulent violemment à New York du 13 au 16 juillet 1863, après l'adoption, pour la première fois de l'histoire du pays, de lois sur la conscription par le Congrès des États-Unis. Les hommes réquisitionnés sont envoyés sur les champs de bataille de la guerre de Sécession, qui se déroule entre 1861 et 1865.

##### Première Guerre mondiale
La Convention du Parti socialiste d'Amérique, réunie en urgence le 7 avril 1917, s’oppose à la guerre qui vient d'être déclarée par le gouvernement américain et à toute loi autorisant la conscription et la vente de bons de guerre. La résistance s’organise au sein du Conseil populaire américain pour la démocratie et la paix réunissant socialistes, pacifistes et syndicalistes.
30 000 personnes sont officiellement signalées comme cherchant à échapper à la conscription, loi signée par le président Wilson le 18 mai. Des objecteurs de conscience se réfugient au Brésil ou à Cuba, par exemple, d’où ils ne peuvent être extradés.

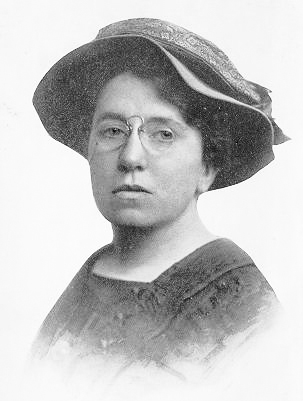
Emma Goldman

Emma Goldman et Alexandre Berkman créent la No Conscription League (en) dont le manifeste affirme :

« La Ligue contre la conscription a été constituée dans le but d'encourager les objecteurs de conscience à affirmer leur liberté de conscience et à rendre effective leur objection au massacre humain en refusant de participer au meurtre de leurs semblables.
[…] Nous nous opposons à la conscription parce que nous sommes internationalistes, antimilitaristes et opposés à toutes les guerres menées par les gouvernements capitalistes.
[…] Nous pensons que la militarisation de l'Amérique est un mal qui l'emporte de loin, dans ses effets anti-sociaux et anti-libertaires, sur tout bien qui pourrait provenir de la participation de l'Amérique à la guerre.
Nous résisterons à la conscription par tous les moyens en notre pouvoir, et nous soutiendrons ceux qui, pour des raisons similaires, refusent d'être enrôlés. »

— Emma Goldman, No-Conscription League Manifesto, Records of the Department of War and Military Intelligence Division, Record Group 165, National Archives, 1917
Les deux anarchistes prennent la parole devant dix mille auditeurs. Ils sont inculpés de conspiration visant à inciter au refus de l’enrôlement. Au procès, ils plaident leur propre défense :

« Nous disons que si l'Amérique est entrée en guerre pour assurer la démocratie dans le monde, elle doit d'abord assurer la démocratie en Amérique. Sinon, comment le monde peut-il prendre l'Amérique au sérieux, alors que la démocratie au pays est quotidiennement outragée, la liberté d'expression supprimée, des assemblées pacifiques brisées par des gangsters autoritaires et brutaux en uniforme ; quand la presse libre est restreinte et chaque opinion indépendante bâillonnée ? En vérité, pauvres que nous sommes en démocratie, comment pouvons-nous en donner au monde ? »

— Trial and Speeches of Alexander Berkman and Emma Goldman in the United States District Court, in the City of New York, July 1917, Mother Earth Publishing Association, New York, 1917.
Après deux ans de prison, le couple est déchu de sa nationalité américaine et, en décembre 1919, il fait partie des 249 déportés en Russie sur le bateau surnommé « L’Arche soviétique ».

#### Australie

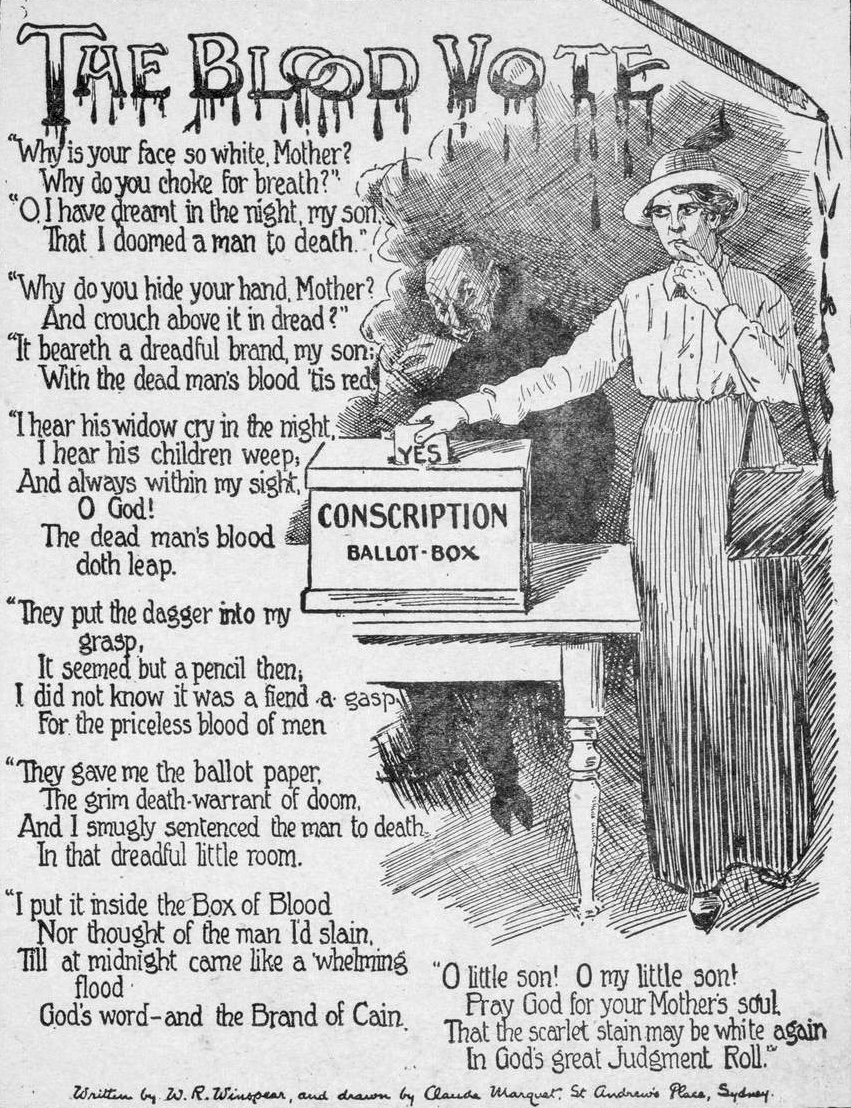
The Blood Vote, prospectus opposé à l'extension de la conscription publié dans la presse syndicale et catholique lors du Plébiscite australien de 1917

De 1903 à 1914, des dispositions législatives sont prises en Australie concernant les obligations militaires des hommes à partir de 12 ans. L'opposition à ces mesures entraîne des dizaines de milliers de poursuites contre les réfractaires ou leurs parents. Harry Holland refuse d’inscrire son fils à la formation militaire obligatoire. Pour éviter de payer une amende, il émigre en Nouvelle-Zélande. Il y est emprisonné pour ses propos anti-bellicistes. Il dirigera le Parti travailliste.
Pendant la Première guerre mondiale, deux référendums nationaux pour l'extension de la conscription en Europe obtiennent des réponses négatives. Les socialistes, la plupart des syndicats, des mouvements féministes et l'archevêque catholique de Melbourne Daniel Mannix (en) appellent à voter « non »,. D'énormes manifestations ont lieu, l'une d'elles rassemble 60 000 personnes à l'appel du United Women's No-Conscription Committee. Des opposants sont emprisonnés.
En 1966, le gouvernement annonce que des conscrits seront envoyés combattre au Viêt Nam. Des associations opposées à la conscription se mobilisent contre cette décision et mènent des campagnes de désobéissance civile et de soutien aux réfractaires. À partir de 1969, 8 000 personnes dont des intellectuels, des syndicalistes et des responsables religieux incitent illégalement à ne pas se faire recenser pour le service national. L'opinion publique devient majoritairement opposée au conflit. Le 8 mai 1970, 100 000 personnes manifestent à Melbourne. Le gouvernement retire ses troupes du Viêt Nam en 1971. La conscription est définitivement supprimée en 1972 à l'arrivée du Parti travailliste australien au pouvoir.
L'Australie ratifie en 1985 le Traité de Rarotonga pour une zone exempte d'armes nucléaires dans le Pacifique sud.

#### Nouvelle-Zélande

##### Avant leXXesiècle
Nunuku-whenua, un chef du peuple Moriori autochtone des Îles Chatham, impose au XVIe siècle la « loi de Nunuku » qui proclame « À partir de maintenant et pour toujours, qu'il n'y ait plus jamais de guerre. » et menace « Que vos entrailles pourrissent le jour où vous désobéirez ». Selon la tradition qui n'est pas démentie par l'archéologie, cette loi est respectée jusqu'à la fin XVIIIe siècle, quand les Britanniques prennent possession de l'archipel. En 1835, les Māoris envahissent l'archipel. Les anciens imposent le respect de la « loi de Nunuku ». Les Moriori sont réduits en esclavage et presque exterminés.
Au XIXe siècle, les guides spirituels convertis au christianisme Te Whiti o Rongomai et Tohu Kākahi (en) organisent le peuple Parihaka dans la résistance non-violente à la confiscation des terres des Māoris par le gouvernement de Nouvelle-Zélande.

« Quelques-uns, dans les ténèbres de leurs cœurs, voyant leurs terres dévastées, aimeraient prendre les armes et tuer les agresseurs, mais moi je dis que ça ne devrait pas être ainsi. »

— Te Whiti O Rongomai
La conscription des hommes non Māoris est introduite en Nouvelle-Zélande pour la première fois en 1875. Certains colons d'origine européenne refusent de participer aux guerres entre les Māoris et le gouvernement.

##### Première Guerre mondiale
En 1909, une formation militaire est imposée aux garçons de 12 à 20 ans (ensuite de 14 à 25 ans). Contrairement à l'Australie aucune exemption de conscience n'est accordée. Une forte opposition se manifeste. À Christchurch, les apprentis des ateliers ferroviaires fondent The Passive Resistants' Union (Union de résistance passive). Trois mouvements chrétiens, le New Zealand peace council, l'Antimilitarist league et la Freedom league sont créés contre cet embrigadement. En 1914, près de 5 000 jeunes hommes ont été condamnés et certains détenus dans des camps militaires. Suspendue en 1930, l'obligation de la formation militaire a été réintroduite de 1949 à 1959.

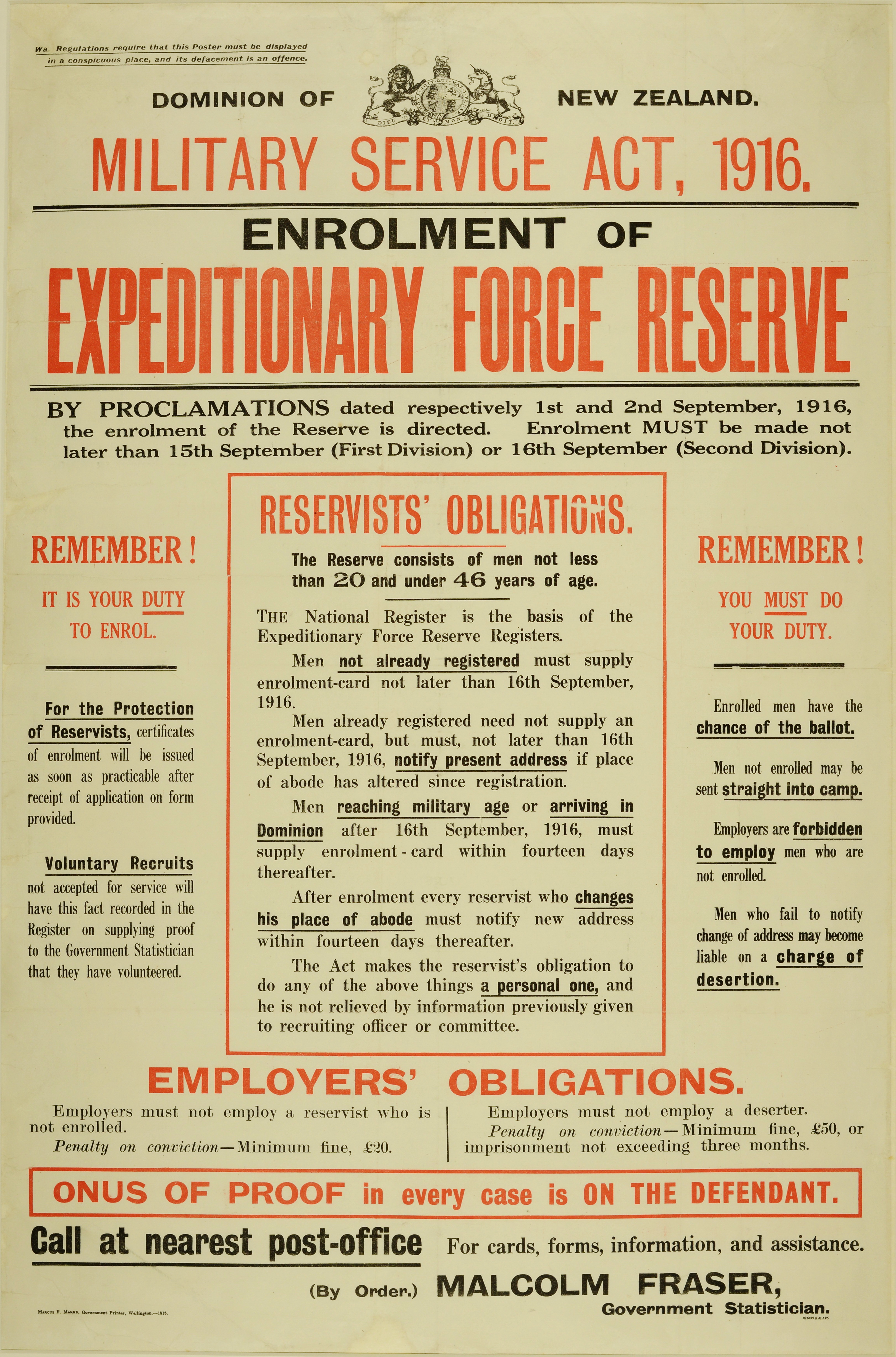
Affiche de conscription, 1916

En 1915, le gouvernement néo-zélandais envisage la participation du pays à la Première guerre mondiale. Le mouvement ouvrier organisé dans les syndicats et les partis socialistes s’oppose à la conscription. Les mineurs de charbon de la ville de Blackball déclarent « Nous sommes prêts à résister à une calamité telle que la conscription par une révolte industrielle. » Le 25 janvier 1916, au cours d'une conférence de la Fédération unie du travail (en), plus de deux cents représentants de syndicats et d’organisations ouvrières se prononcent, à l’exception d’un seul, contre la conscription et pour l’internationalisme. Ils se proclament solidaires des travailleurs allemands et autrichiens.
Dans tout le pays, des réunions de masse, souvent spontanées s’opposent au projet de loi sur le service militaire qui est présenté au Parlement en mai 1916. Des ligues anti-conscription sont créées dans des villes de toutes tailles. La conscription est décrétée le 9 juin 1916 malgré l’opposition de quelques députés de gauche. Des militants sont jugés pour sédition et condamnés à un an de travaux forcés. Parmi eux, figurent le syndicaliste Bob Semple et Peter Fraser qui, Premier ministre travailliste, rétablira la conscription pendant la Seconde guerre mondiale,. La police reçoit le pouvoir d’interdire les réunions contre la guerre.
En 1917, les mineurs revendiquent pendant trois mois de grève de meilleurs salaires et l’abrogation de la conscription.
Seuls les quakers, les christadelphes et les adventistes du septième jour sont exemptés du service militaire comme objecteurs de conscience. Les peines contre les autres objecteurs sont progressivement passées de vingt-huit jours à deux ans de prison. Quatorze objecteurs, dont Mark Briggs (en) et Archibald Baxter (en),, sont brutalement embarqués vers les lignes de front en France et subissent des châtiments corporels (Punition sur le champ de bataille (en)). À la fin de la guerre, 273 objecteurs étaient emprisonnés,. 2 320 objecteurs, insoumis et déserteurs se sont vu retirer le droit de vote pendant 10 ans à compter de décembre 1918,. C'est notamment le cas du député travailliste Paddy Webb (en). D'abord emprisonné trois mois pour propos séditieux en soutien à la lutte des mineurs contre la conscription, il est condamné en cour martiale à deux ans de travaux forcés pour refus du service militaire même non combattant.

Pour recruter les Māoris, la propagande fait appel à Tūmatauenga, leur dieu de la guerre. Il inspire le nom māori de l'armée néo-zélandaise : Ngāti Tūmatauenga. En 1917, la conscription est étendue aux Māoris. Te Puea Hērangi s'oppose à la conscription des Waikato et offre le refuge aux réfractaires dans sa ferme. Elle est ainsi fidèle à son grand-père, Tāwhiao, chef de tribu des Waikato et second roi Māori. Celui-ci a conclu la paix avec la couronne britannique en 1881 et a interdit à son peuple de prendre les armes :

« Écoutez, écoutez, le ciel en haut, la terre en bas, et tous les gens réunis ici. Le massacre des hommes doit cesser ; la destruction des terres doit cesser. J'enterrerai mon patu dans la terre et il ne se relèvera plus… Waikato, allonge-toi. Ne laissez pas le sang couler à partir de ce moment. »

 Te Puea Hērangi ajoute que Waikato a son propre roi et n'a pas besoin de se battre pour le roi britannique. Seuls 74 des 552 Māoris convoqués répondent à la conscription.
L'historien Tim Shoebridge a recensé 286 objecteurs emprisonnés entre 1916 et la dernière libération en août 1920.
| Catégories                   | Nombre de prisonniers |
| ---------------------------- | --------------------- |
| Religieux                    | 141                   |
| Socialistes                  | 59                    |
| Religieux / Socialistes      | 11                    |
| Irlandais                    | 23                    |
| Irlandais / Socialistes      | 6                     |
| Non religieux, non spécifiés | 20                    |
| Pacifistes philosophiques    | 3                     |
| Waikato Māoris               | 14                    |
| Non réservistes              | 3                     |
| Non enregistrés              | 6                     |
| TOTAL                        | 286                   |

Des sources de l'époque distinguent aussi les objecteurs religieux et les objecteurs « provocateurs » qui le seraient plus par entêtement que par conviction.
Outre les objecteurs emprisonnés, si on considère les nombres approximatifs des 100 objecteurs reconnus, des 350 objecteurs qui ont accepté de servir dans des unités non combattantes, des 2 155 insoumis et déserteurs et des 3 500 à 5 000 appelés qui ne se sont jamais inscrits à la conscription, on totalise de 6 400 à 7 900 réfractaires.

##### Seconde Guerre mondiale

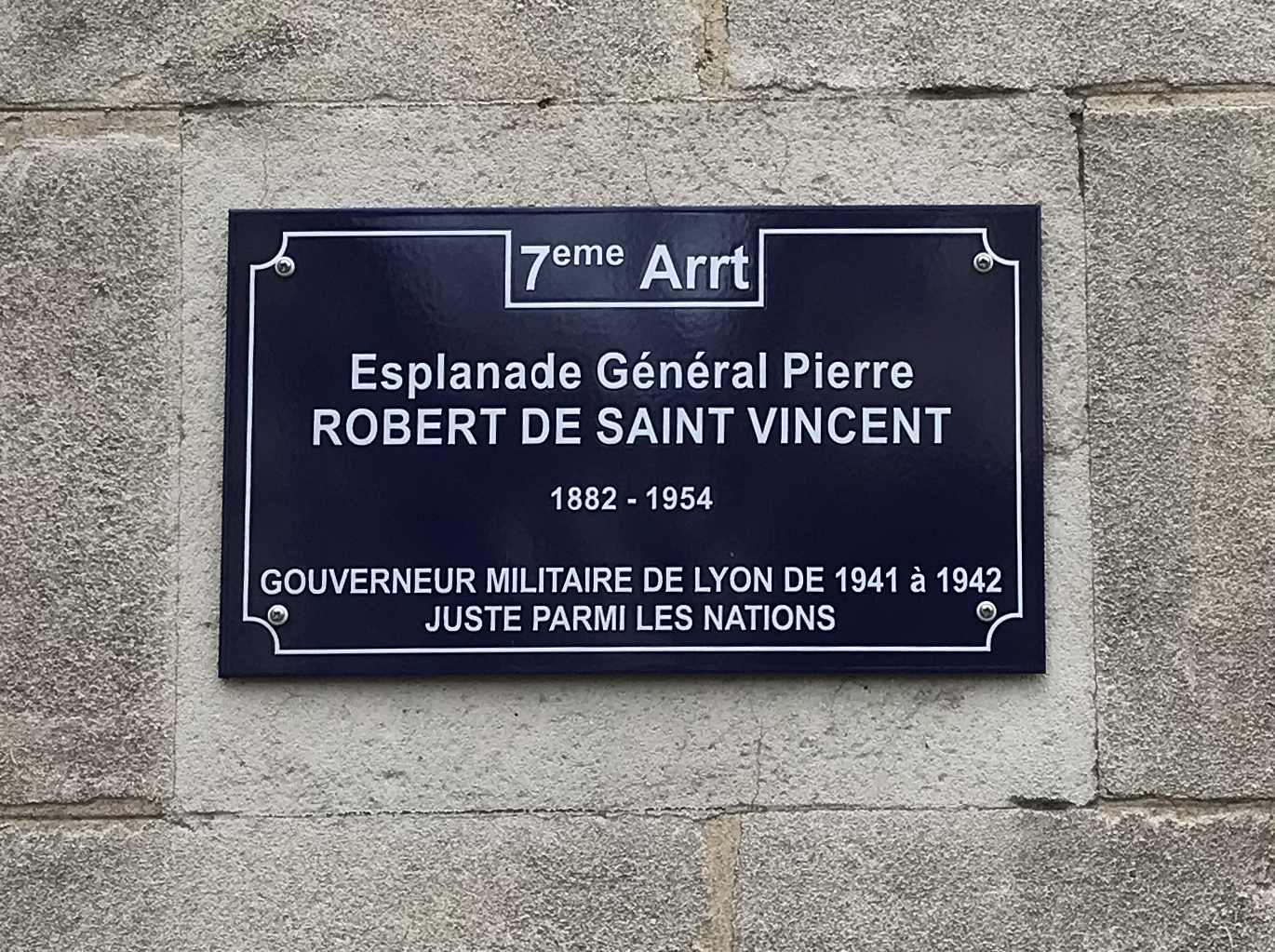
Robert de Saint Vincent, plaque de l'esplanade du Centre Berthelot à Lyon

Pendant la Seconde Guerre mondiale, la plupart des cinq mille demandes d'exemption des objecteurs sont refusées. Huit cents réfractaires sont internés dans des camps spéciaux. Certains d'entre eux s'échappent ou refusent d'obéir et sont emprisonnés. Après leur libération, ces derniers sont privés du droit de vote pendant dix ans.
Deux pasteurs méthodistes, Archie Barrington (en) et Ormond Burton (en), sont cofondateurs de la Christian Pacifist Society (Société pacifiste chrétienne). En 1941, pour avoir pris la parole publiquement au mépris de l'interdiction des réunions pacifistes, Archie Barrington est condamné à un an de travaux forcés. En 1942, Ormond Burton, vétéran décoré de la Première Guerre mondiale, est emprisonné pendant deux ans et demi pour avoir publié un document « subversif » - un bulletin de la Christian Pacifist Society.
Après la guerre mondiale, les conscrits ne participent plus aux engagements militaires.

##### Territoire dénucléarisé
Le service militaire est réintroduit entre 1961 et 1972. L'Organisation to Military Service (Organisation pour arrêter le service militaire) soutient les objecteurs qui obtiennent alors plus facilement leurs droits.
Des manifestations rassemblent des dizaines de milliers d'opposants à la participation de la Nouvelle-Zélande à la guerre américaine au Viêt Nam (en). Elles sont le signe d'une volonté croissante d'indépendance vis-à-vis des États-Unis en matière de politique étrangère.

### Réfractaire dans l'armée

#### Automutilation, simulation, fraude et subterfuges en vue de l'exemption ou de la réforme

##### Antiquité
Michel de Montaigne cite dans les Essais deux anecdotes évoquées respectivement par Suétone et Valère Maxime :

« Les Romains dispensoient de la guerre, ceux qui estoient blessez au pouce, comme s'ils n'avoient plus la prise des armes assez ferme. Auguste confisqua les biens à un chevalier Romain, qui avoit par malice couppé les pouces à deux siens jeunes enfans, pour les excuser d'aller aux armees : et avant luy, le Senat du temps de la guerre Italique, avoit condamné Caius Vatienus à prison perpetuelle, et luy avoit confisqué tous ses biens, pour s'estre à escient couppé le pouce de la main gauche, pour s'exempter de ce voyage. »

— Michel de Montaigne, Les Essais, Livre II, Chapitre XXVI : Les pouces, 1595
La pratique de l’automutilation a dû être si répandue qu’une constitution de l’empereur Théodose Ier datée du 5 septembre 381 ordonne qu’on impose une marque, comme au bétail ou aux esclaves, à quiconque aura « refusé le service armé par la honteuse amputation d’un doigt ».
La découverte, en Égypte, dans une nécropole chrétienne du quatrième siècle de trois momies d'hommes aux pouces mutilés est interprétée par les chercheurs comme une confirmation de ce type d'obstruction à l'enrôlement.

##### France

###### Guerres révolutionnaires
Déjà pendant les guerres révolutionnaires, des simulateurs se mêlent aux malades qui encombrent les hôpitaux, au point qu'un tiers des effectifs de certaines unités est hospitalisé.

###### XIXesiècle
Dans Objecteurs, insoumis, déserteurs, Michel Auvray cite des exemples historiques d'automutilations et de simulations de maladies physiques ou mentales par des conscrits pour obtenir leur réforme. Par exemple, dans l'arrondissement de Meaux, entre 1824 et 1859, 10 % des conscrits sont sanctionnés pour ces motifs. Ils peuvent être condamnés à dix ans de travaux forcés où ils traînent un boulet de trois kilos et sont soumis à de mauvais traitements.
Au début du dix-neuvième siècle, on recense en Haute-Lozère catholique beaucoup de cas de résistance à la conscription par des mutilations, de faux documents, de la corruption, des mariages blancs ou précipités, des entrées inopinées au séminaire, les séminaristes étant exemptés. Ces manœuvres sont soutenues par la population qui protège les insoumis et les déserteurs et s'attaque physiquement aux gendarmes les pourchassant. Les familles doivent loger et nourrir des troupes jusqu'à la reddition de leurs fils réfractaires. Plus tard, elles doivent payer le prix équivalent. Si elles sont insolvables, les plus gros contribuables de la commune doivent avancer la somme.

« Ces montagnards sont en général mal disposés au service militaire et n'abandonnent leur païs qu'avec une grande répugnance, de là une haine invétérée contre la gendarmerie de la part des jeunes gens et de leur famille […]. L'esprit d'insubordination règne à cet égard en Lozère »

— Conseiller de la cour d'appel de Nîmes, 1823

« Comment se fait-il que sous un régime militaire aussi doux, les jeunes gens de ce département montrent autant d'éloignement pour le service, qu'il y ait autant de mutilations volontaires parmi ceux qui sont appelés à l'activité ? Les plaies factices ont été tellement nombreuses que le conseil de révision sera obligé de faire des exemples si, d'ici la clôture, les jeunes gens qui en sont atteints et qu'il a ajournés au 22 septembre n'ont pas cessé d'entretenir ces plaies. J'en ai vu qui s'étaient appliqués aux jambes des caustiques si violents qu'il ne leur reste peut-être d'autre remède que l'amputation. »

— Rapport du Préfet de la Lozère, 1827
Le conseil de révision séant à Langogne en 1848 reconnaît l'infirmité de deux jeunes-gens et les renvoie devant les tribunaux, prévenus d'avoir contracté volontairement et dans l'intention de se soustraire aux obligations imposées par la loi du 21 mars 1832, sur le recrutement, ladite infirmité.

###### XXesiècle
Dès 1915, des préfets signalent que des soldats en fin de permission préfèrent se suicider plutôt que de retourner au front.
Pour échapper à la guerre d'Algérie, des appelés simulent des maladies physiques ou mentales ou se mutilent, souvent vainement, et au risque d'une condamnation à la prison.
À partir de 1969, Michel Tachon, membre du Groupe d'action et de résistance à la militarisation, lance dans la Lettre des objecteurs et la grande presse,, puis, avec André Ruff et Gérard Simonnet, dans le dossier Les Bagnes de l’armée française une campagne d'information sur les mauvais traitements infligés aux soldats de l'unité disciplinaire du Fort d'Aiton (Savoie). Espérant se soustraire aux sévices, certains de ces derniers avalent des objets métalliques, lame de rasoir, fourchette ou écrou. Opérés par des chirurgiens militaires, ils sont ensuite condamnés pour mutilation volontaire, incarcérés jusqu’à un an à la prison Montluc, à Lyon et enfin renvoyés au Fort. La campagne qui révèle ces faits aboutit à la réforme puis à la fermeture de l'unité disciplinaire.
Des appelés simulent des maladies ou des troubles mentaux pour échapper à la conscription. Par exemple, le dramaturge Serge Valletti simule avec succès une allergie à la couleur kaki.

##### États-Unis d'Amérique
Le Monde énumère des simulations pour échapper à la guerre du Viêt Nam : tendance au suicide, à l'homosexualité, à la folie, l'absorption de L.S.D. ou l'utilisation de cigarettes imbibées d'encre pour « tacher » les poumons avant la visite médicale du conseil de révision. Le chanteur et auteur-compositeur Bruce Springsteen est dispensé grâce à la simulation de déficience mentale.

##### Russie
200 à 400 000 soldats se mutilent volontairement pendant la Première Guerre Mondiale. En octobre 1914, l'hôpital de Lviv recevait quotidiennement 600 de ces soldats. En 1915, les blessures auto-infligées représentaient 25 % des blessures.
Lors de l'invasion de l'Ukraine par la Russie en 2022, des jeunes évitent la conscription par des stratégies frauduleuses : pot-de-vin à des employés d'administrations, mariage blanc avec des mères célibataires, documents falsifiés parfois fournis par des entreprises spécialisées… D'autres fuient le pays.

#### Désertion
Celui qui abandonne son poste de militaire ou d'appelé en service civil est un déserteur.

#### Refus d'obéissance
Des militaires refusent d'exécuter des ordres en contradiction avec leurs convictions.

« La dernière guerre, et l’après-guerre de Nuremberg, ont montré que l’obéissance, la soumission aux ordres peuvent être criminelles. Le principe qui recommandait de servir la patrie, juste ou injuste, a été enterré dans les camps d’extermination, avec les victimes de ceux qui ne surent pas préférer à l’obéissance dans la folie la désobéissance dans la raison. »Maurice Blanchot cité par Catherine Brun

##### France

###### Avant la Première Guerre mondiale
En octobre 1910, par solidarité avec des cheminots grévistes, Louis Lecoin refuse l'ordre de garder les voies avec son régiment. Ce qui lui vaut 6 mois de prison pour « refus d'obéissance à l'intérieur de l'armée » et six mois de service supplémentaires,

###### Première Guerre mondiale
En 1917, l'agitation règne dans les gares et dans les trains de permissionnaires en partance vers le front. Des tracts défaitistes y sont distribués et des slogans pacifistes sont scandés. Le 15 juin, à la gare parisienne de l'Est, des soldats se couchent sur les rails pour empêcher le départ du convoi. En septembre, du matériel ferroviaire est saccagé ou saboté.

###### Seconde Guerre mondiale
Pendant la Seconde Guerre mondiale, le général Pierre Robert de Saint-Vincent, commandant la 14e division militaire refuse le 29 août 1942 de fournir des escadrons de gendarmes à l'intendant de police de Lyon pour surveiller l'embarquement des 650 juifs étrangers envoyés en zone occupée : « Jamais je ne prêterai ma troupe pour une opération semblable. » Le 31 août, le régime de Vichy le limoge et l'admet à faire valoir ses droits à la retraite. La presse annonce son limogeage sans donner d'explications. De nos jours, à Lyon, l'esplanade du Centre Berthelot, où se trouve le Centre d'Histoire de la Résistance et de la Déportation, est baptisée « Général Pierre Robert de Saint-Vincent », ainsi qu'un square à Vénissieux.
Des policiers et des gendarmes préviennent des réfractaires au Service du travail obligatoire, des juifs et d'autres réprouvés de leur arrestation imminente, sont bienveillants pour certains délits ou opposent lenteur et pesanteur bureaucratique aux ordres allemands voire rejoignent la Résistance.

###### Guerre d'Algérie
Opposition au départ des conscrits
En août 1955, des soldats sont rappelés ou maintenus en service pour participer à la guerre d'Algérie. Dès septembre des centaines de rappelés refusent de monter dans les trains, ou d'embarquer à Marseille. Ils cèdent sous les matraques des forces de l'ordre. La caserne Richepanse de Rouen est mise à sac les 6 et 7 octobre,,,. Le Comité des organisations de jeunesse contre l'utilisation du contingent en Afrique du Nord structure la contestation. À l'appel de la CGT, des débrayages de solidarité se produisent dans la région. Une manifestation réunit des milliers de personnes. Le communiste Roland Leroy y prend la parole,. Trente manifestants sont condamnés à des peines de prison avec sursis. Dix-huit soldats sont accusés de « révolte militaire » et de «mutinerie ». Certains d'entre eux sont incarcérés. Martial Spinneweber, maire communiste du Petit-Quevilly, est suspendu de ses fonctions pendant deux mois et demi pour avoir appelé et participé au soutien des soldats de Richepanse.
Le 23 novembre 1955 ce sont les appelés qui manifestent sur les Champs-Élysées. Des civils, hommes et femmes, manifestent aussi contre les départs des militaires. Les rappelés sont tous renvoyés dans leurs foyers avant la fin de l'année 1955.
Le Front républicain, élu en janvier 1956 sur le thème « Paix en Algérie», obtient les « pouvoirs spéciaux » en mars et ordonne de nouveaux rappels et maintiens sous les drapeaux en avril 1956. Il provoque ainsi jusqu'en juillet plus de deux cents manifestations auxquelles se joignent parfois des civils qui, dans les gares, se couchent sur les voies, tirent les signaux d'alarme, sectionnent les tubulures alimentant les freins, ou, à Grenoble, coulent du ciment dans les aiguillages ferroviaires. Ces civils sont parfois longuement emprisonnés. Des grèves participent à la même contestation. Quatre cent mille hommes, les deux tiers des « disponibles », s'opposent de manières diverses à leur mobilisation. Par exemple, une fanfare qui accueille des rappelés à leur départ dans une gare près de Lyon doit s'enfuir sous les jets de bouteilles et les invectives. Le train dont les wagons sont saccagés met vingt-quatre heures pour arriver à Marseille. Soixante-dix manifestants membres du Parti communiste français sont arrêtés et poursuivis par l’autorité militaire d’avril à juillet 1956. Le parti voulant rester légaliste rappelle, après la manifestation de Grenoble, son « opposition à toute action qui ne revêt pas un caractère de masse, aux actes isolés, aux actes de sabotage ».
Désobéissance en Algérie
En janvier 1957, Abdelkader Rahmani, officier algérien de l’armée française, chevalier de la Légion d’honneur, refuse, selon ses termes, de prêter son concours à un système voué à l’échec et qui porte atteinte à sa dignité et à celle de ses camarades. Plutôt que de déserter, « j’ai décidé, écrit-il, d’entrer en résistance avec mon grade et l’uniforme français. » Il entraine cinquante-deux officiers algériens à signer une lettre au Président de la République. Ils réclament « un règlement politique, dénué de toute violence, ce qui permettrait d’engager une conversation immédiate et loyale entre les représentants des deux communautés… » Ils demandent « au chef suprême de l’armée de trouver une issue honorable au cas de conscience posé à la corporation des officiers algériens. […] Nous ne pouvons supporter que nos parents soient massacrés par des hommes portant un uniforme qui est aussi le nôtre. » En mars 1957, Abdelkader Rahmani est inculpé d’une « entreprise de démoralisation de l’armée. » Après 28 jours d’arrêt de forteresse, il est incarcéré à Fresnes puis assigné en résidence surveillée. En septembre 1957, les officiers algériens démissionnent et expriment à nouveau au Président de la République le cas de conscience qu’ils éprouvent à « combattre leurs frères de sang, au risque de détruire leur village natal, et peut-être même de mitrailler leurs femmes et leurs enfants. » Cinq d’entre eux rejoignent le Front de libération nationale. Dix-sept d'officiers sont arrêtés, mis aux arrêts de forteresse et inculpés de « démoralisation de l’armée ». Abdelkader Rahmani, à nouveau arrêté et écroué bien qu’il n’ait jamais été ni jugé ni condamné juridiquement, reçoit notamment le soutien de Pierre Mendès-France et d’Edmond Michelet. Témoignage chrétien publie son journal de prison. D’autres publications y font écho. Il est à nouveau placé en résidence surveillée. En janvier 1959, il publie « L’affaire des officiers algériens » qui est aussitôt saisi. Par mesure disciplinaire, le ministère des Armées le place en position de non-activité. Il y restera quinze ans, ce qui brisera sa carrière. Il n’a jamais été réhabilité.
Général en Algérie, Jacques Pâris de Bollardière refuse d'appliquer les techniques du général Massu et demande à être relevé de son commandement. Ayant dénoncé publiquement la torture, il est condamné à soixante jours de forteresse,. Le putsch des généraux le décide à quitter l'armée,. Il devient membre actif du Mouvement pour une alternative non-violente (Man). « Je suis un objecteur de conscience. », affirme-t-il au cours d’une interview.
L'Action civique non-violente (ACNV) soutient activement les réfractaires non-violents à la guerre d'Algérie : les objecteurs de conscience, les insoumis, les déserteurs, les militaires qui refusent de porter les armes. À la fin de la guerre d'Algérie, on compte une trentaine de réfractaires au service militaire, soutenus par l'ACNV et condamnés jusqu'à trois ans de prison,,,,.
La Fédération protestante de France qualifie de « légitime » et soutient le refus des combattants de participer à la torture. À ceux qui refusent le départ pour cette guerre, elle dit que l'objection de conscience paraît le moyen de rendre un témoignage clair : « Nous ne nous lasserons pas de demander pour l'objection de conscience un statut légal ».
Les Soldats du refus se laissent incorporer mais refusent de participer à la guerre d'Algérie. Ils sont emprisonnés, et certains soumis à de mauvais traitements notamment au bagne algérien de Tinfouchy,.
Le 6 juillet 1958, Jean Le Meur, officier du contingent, servant en Algérie, refuse de condamner la cause des rebelles. Indigné par les tortures tolérées ou encouragées par la hiérarchie et dont il est témoin, il écrit au ministre de la Défense :

« J'ai l'honneur de vous informer de mon refus délibéré de servir en Algérie dans le cadre des opérations de maintien de l'ordre. En conséquence, je vous prie de bien vouloir accepter ma démission du grade de sous-lieutenant, et me tiens à votre disposition pour toutes sanctions encourues par mon indiscipline. »

— Jean Le Meur, « Histoire d’un acte responsable. Le cas Jean Le Meur », Esprit,‎ décembre 1959, p. 680-681 (lire en ligne)
Jean Le Meur est condamné à deux ans de prison pour refus d'obéissance. Son témoignage publié dans la revue Esprit et dans Témoignages et documents en décembre 1959 est important pour la prise de conscience en Métropole de la pratique de la torture par l'armée française. Gracié par le Président de la République en septembre 1960, il est renvoyé en Algérie quelques jours plus tard comme deuxième classe. Alors, Il refuse, écrit-il, « tout service militaire, en arguant de la solidarité organique de l'armée ».

###### Essais nucléaires
Jacques Riondé et Philippe Krynen, militaires engagés de carrière, pilotes d’hélicoptère à Hao, base avancée de Moruroa, sont témoins de l’absence de protection de la population locale contre les radiations lors des essais nucléaires français. En 1968, ils écrivent une lettre pour critiquer cette situation et refuser d’y participer. Après un mois de prison, ils sont dégradés et exclus de l’armée.

###### Bris de grève
Jean-Jacques Martin, soldat du contingent, refuse, en octobre 1971, de briser la grève du métro en conduisant l'un des camions militaires mis à la disposition des Parisiens. Soixante jours d'arrêts de rigueur lui sont infligés puis le Tribunal permanent des forces armées le condamne à six mois de prison, dont quatre avec sursis.

##### Royaume-Uni
Le lieutenant Malcolm Kendall-Smith, médecin militaire de la Royal Air Force, est condamné, en avril 2006, à huit mois de prison, dont quatre avec sursis, pour avoir refusé de servir en Irak. L'officier jugeait cette guerre illégale, comparant les actions américaines à celles de l'Allemagne nazie.

##### Russie
En mai 2022, pendant l'Invasion de l'Ukraine par la Russie, Mikhail Benyash, un avocat russe, explique que lui et ses équipes suivent et conseillent déjà « des centaines et des centaines » de soldats qui refusent de combattre et n'encourent que de faibles peines,. Les condamnations consistent en des licenciements. En effet, elles sont prononcées pour insubordination et non pour trahison car officiellement, l'invasion n'est pas une guerre mais une « opération spéciale ». Des documents de l’administration de la Défense russe confirment le limogeage de « plusieurs centaines de militaires ». Un tribunal russe de la région de Kabardino-Balkarie confirme le 25 mai 2022 le licenciement de 115 soldats ayant contesté leur renvoi de l’armée.
En mai 2022, un officier russe déclare à la chaîne CNN qu'il a présenté sa démission par honte de combattre en Ukraine.
La législation russe prévoit une peine de 10 ans de prison pour l’abandon de devoirs assermentés. Néanmoins, les déserteurs peuvent échapper aux poursuites criminelles en prouvant qu’ils ont agi « sous une forte pression » ou « si des problèmes personnels les poussent à fuir ». Ils peuvent revendiquer « le droit de refuser des ordres qu’ils pensent illégaux ».
L'avocat Mikhail Benyash est poursuivi pour avoir « discrédité les forces armées de Russie » sur YouTube.
Maxim Grebenyuk est un ancien militaire russe. Il a servi dans la Flotte du Nord puis comme juriste de l’armée. Devenu avocat, il crée la page Médiateur militaire, forte, en juin 2022, de 12 992 fans sur le réseau social VKontakte. Il défend gratuitement les réfractaires à l'invasion de l'Ukraine dont la soixantaine de militaires de Pskov qui ont désobéi en avril 2022. Il s'occupe aussi d'obtenir le droit à une alimentation correcte pour les soldats et à des soins pour les blessés.
Le reporter Mikhaïl Afanasyev est arrêté après avoir médiatisé le cas de onze Gardes nationaux contestataires en Sibérie. Il est poursuivi pour avoir propagé de « fausses informations » et encourt ainsi une peine pouvant aller jusqu’à quinze ans de prison.
L'organisation non-gouvernementale Fonds Bouriatie libre estime en juillet 2022 que 500 militaires bouriates ne veulent plus combattre en Ukraine et demandent, parfois vainement, à rompre leur contrat avec l'armée russe. Certains sont mis aux arrêts et menacés d'être envoyés dans un « centre de redressement », près de Louhansk, dans l'une des républiques autoproclamées du Donbass.
Le 16 août 2022, France Inter cite un témoignage selon lequel des soldats russes ont refusé de combattre après la prise de la ville ukrainienne d'Izioum et ont été incarcérés à Bryanka, dans la région de Louhansk. Ils sont régulièrement battus et ligotés à même le sol puis envoyés vers une destination inconnue, sans doute dans des unités combattantes à haut risque. Selon le même article, en juin et juillet, deux unités présentes dans le Donbass ukrainien, la 205e brigade cosaque de fusiliers motorisés et la 11e brigade d'assaut aéroportée, environ un millier d'hommes chacune, ont fait état en tout de plus de 378 soldats, sous-officiers, et officiers réfractaires, qui refusaient de poursuivre le combat en Ukraine. Les portails d’investigation russes The Insider et Vjorstka publient les noms et les photos de quelques réfractaires. Vjorstka dénombre au moins 1 793 soldats qui ont refusé de participer à la guerre en six mois.

##### États-Unis
Le capitaine Dale Noyd refuse d'entraîner de jeunes pilotes devant aller servir au Viêt Nam. Il se déclare prêt à combattre pour défendre son pays, mais il considère cette guerre comme une guerre d'agression. Il s'affirme objecteur de conscience non par principe, mais en ce qui concerne cette guerre dont il met en doute la légalité. Il est reconnu coupable par une cour martiale de « désobéissance volontaire à un ordre légal ».
Michael Heck, commandant de bord de B-52, refuse de continuer à bombarder le Vietnam du Nord, après sa cent soixante-quinzième mission parce que « le but recherché ne justifie pas la destruction et la tuerie massives ». « J'en suis venu, dit-il, à la conclusion que toute guerre engendre un mal bien plus grand que ce qu'elle tente d'empêcher, quelles que soient les raisons ».

#### Mutinerie
Une mutinerie est une action collective de révolte.

### Réfractaire aux impôts
Dans certains pays, des projets de loi légalisant l'objection de conscience aux impôts militaires ont été soumis mais jamais adoptés. C'est le cas aux États-Unis d'Amérique et au Canada ainsi qu'au Royaume-Uni où le mouvement Conscience: Taxes for Peace not War (en) milite en ce sens.

#### États-Unis d'Amérique
Des mouvements religieux américains comme la Société religieuse des amis (Quakers) ont une tradition de refus des impôts militaires.

##### Henry David Thoreau

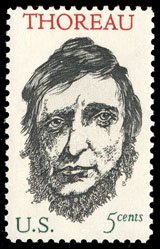
Timbre américain à l'effigie de Thoreau.

Le 25 juillet 1846, un agent de recouvrements des impôts locaux ordonne à Henry David Thoreau de payer six ans d'arriérés. Thoreau, qui refuse de payer ses impôts à un État qui admet l'esclavage et fait la guerre au Mexique, est arrêté et emprisonné. Il est relâché le lendemain, une de ses tantes ayant payé, contre son gré, les arriérés à sa place. Cet événement marque la pensée de Thoreau et nourrit ses réflexions qui constitueront son essai politique, La Désobéissance civile. Cet ouvrage est fondateur du concept de désobéissance civile qui influencera notamment Gandhi, Martin Luther King Jr. et la résistance danoise à l'occupation nazie.

« Sous un gouvernement qui emprisonne quiconque injustement, la véritable place d'un homme juste est aussi en prison. »

— Henry David Thoreau, La Désobéissance civile, Paris, Jean-Jacques Pauvert, coll. « Libertés nouvelles » (no 2), 1968, 164 p. (lire en ligne), p. 79

« Avec ce courageux refus d'un homme de la Nouvelle-Angleterre de payer ses taxes et son choix de la prison plutôt que de soutenir une guerre qui étendrait les territoires de l'esclavage au Mexique, j'ai eu mon premier contact avec la théorie de résistance non-violente. »

— Martin Luther King Jr.

##### Guerre du Viêt Nam
En 1963 le « Tax Refusal Committee » (Comité de refus des impôts) de l'organisation pacifiste Peacemakers publie un guide de résistance fiscale à la guerre.
En 1966, Abraham Johannes Muste, déjà pacifiste pendant la Première guerre mondiale, publie une liste de 370 personnes qui refusent de payer leurs impôts pour s'opposer à la guerre du Viêt Nam. Parmi les signataires, la chanteuse Joan Baez avait déjà refusé de versé 60 % de ses impôts et avait été emprisonnée pour avoir manifesté contre la conscription. D'autres mouvements de résistance fiscale anti-guerre suivent, notamment celui de 528 écrivains et journalistes dont James Baldwin, Noam Chomsky, Philip K. Dick, Allen Ginsberg, Norman Mailer, Henry Miller, Thomas Pynchon, Susan Sontag, Benjamin Spock, William Styron, Kurt Vonnegut et Howard Zinn,.

##### Fin duXXesiècle
Raymond Hunthausen (en), archevêque catholique de Seattle, incite, comme il le fait lui-même, à retenir une part de ses impôts pour protester contre la présence d'une base de sous-marins nucléaires dans son diocèse,.

##### XXIesiècle
Des campagnes de refus des impôts guerriers continuent aux États-Unis, notamment en résistance à la guerre contre l'Irak. Le National War Tax Resistance Coordinating Committee (en)(Comité de coordination de la résistance nationale fiscale à la guerre) coordonne les objecteurs à l'impôt militaire dont le nombre est estimé entre 8 000 et 10 000 personnes.

#### France
Pour ne pas financer la force de frappe, Joseph Pyronnet refuse de payer les frais de son procès pour provocation de militaires à la désobéissance. Ce refus lui vaut, en 1963, vingt jours de contrainte par corps.
En 1967, le Synode national de l'Église réformée de France écrit dans un « Message aux Églises » : « Comment refuser aujourd'hui la guerre ? Faudra-t-il aller jusqu'au refus du service militaire, au refus partiel de l'impôt […] ? ».
En 1969 et 1970, un refus de 20% de l'impôt, correspondant à la part de la défense nationale dans le budget de l'État, est organisé collectivement à Caen. Le recteur de l'Académie exerce des pressions sur les professionnels de l’Éducation nationale dont certains renoncent à leur projet.
À partir des premiers essais de la force de frappe française à Moruroa, en 1966, s'organise un mouvement de redistribution de 3 % des impôts à des organismes pacifistes. En 1972, c'est la lutte très symbolique du Larzac qui bénéficie de cet argent. Une affiche « Ne payez pas vos impôts comme des moutons » invite à soustraire au moins trois pour cent de ses impôts au bénéfice de la résistance des paysans à l’extension du camp militaire du Larzac annoncée en 1971 et abandonnée, grâce à une lutte non-violente de grande ampleur, en 1981. En six ans, plus de cinq mille personnes versent ainsi leur contribution à l'Association pour la promotion de l'agriculture sur le Larzac (Apal),. Une trentaine de groupes de contribuables réfractaires sont créés,. Cette redistribution finance notamment la construction par des dizaines de bénévoles, dont des objecteurs de conscience, d’une grande bergerie illégale car édifiée dans le périmètre de l’extension du camp militaire,.
En 1972, huit contribuables lyonnais protestent contre l'industrie de guerre en retenant 20 % de leurs impôts au bénéfice du Service civil international ou de l'École moderne Freinet.
En 1975, quatre colocataires lyonnais antimilitaristes cessent totalement de payer leurs impôts et ne travaillent qu'à mi-temps. La saisie sur les comptes bancaires et les salaires étant insuffisante, un huissier vient saisir les meubles dans un appartement qui est vide de meubles mais pleins de journalistes et d'amis.
En janvier 1983, Le Mouvement pour une alternative non-violente suggère « Pour ne pas payer le 7e sous-marin nucléaire : Refusons 3 % de nos impôts ». Après la Guerre du Golfe, le même mouvement propose, pour protester contre les ventes d'armes de la France, de soustraire 30 francs de son impôt. Le tract énumère la très longue liste de fournitures militaires à l'Irak de 1975 à 1989 établie par le Centre de documentation et de recherche sur la paix.
En 1983, dans plusieurs villes d'Europe et d'Amérique du Nord, un « Jeûne pour la vie » s'oppose aux armements nucléaires. Sa durée varie et s'étend jusqu'à quarante jours pour treize jeûneurs. Dans ce cadre, à Lyon, un tract Gel de l'impôt pour le gel de l'armement nucléaire incite à refuser le paiement du troisième tiers provisionnel. Il est signé par Les Verts Parti Écologiste, l'Association internationale du Livre de la Paix, Pax Christi, Courant alternatif, la Ligue des droits de l'Homme, la mairie de Saint-Pierre-de-Chandieu, Alfred Ancel, ancien évêque auxiliaire de Lyon et l'Association pour le respect absolu de la personne humaine.
En 1985, l'assemblée générale des Contribuables pour la paix dénombre 432 refus individuels et 269 refus collectifs de 19 groupes. Le département du Rhône est le mieux représenté dans le bilan des années 1984 à 1986 de Investir pour la paix.

#### Italie
La Ligue des objecteurs de conscience, (it)Lega Obiettori di Coscienza, promeut l'objection fiscale aux dépenses militaires.
En 1988, la Cour d’appel de Milan juge que les instigateurs d’une campagne en faveur de l’objection fiscale, poursuivis au pénal pour incitation à la violation des lois fiscales, sont poussés par la volonté de diffuser des « idéaux de paix et de solidarité entre les peuples » et que leur action relève de la simple propagande politique.
En 1988, deux évêques et une centaine de prêtres catholiques italiens, qui pratiquent l’objection de conscience fiscale, en retranchant de leurs impôts la part destinée à l’armement, en protestation contre les dépenses militaires, adressent une lettre au cardinal Ratzinger, alors préfet de la Congrégation pour la doctrine de la foi, et au président de la Conférence épiscopale italienne. Ils ne veulent pas donner l’impression d'attacher « plus d’importance aux marchands d’armes et aux généraux d’armée qu’à la fidélité au message du Christ ». Ils rappellent que les derniers papes ont à plusieurs reprises dénoncé « la profonde immoralité de la course aux armements ».

#### Russie
Pendant l'invasion de l'Ukraine par la Russie en 2022, des opposants s'exilent comme cette analyste financière qui déclare « Étant donné que c’était difficile de résister à la dictature de Poutine, j'ai décidé d'arrêter de payer des impôts et de fuir [à Chypre] car je ne veux pas « participer » à cette honte qu’ils appellent « opération militaire spéciale » – pas en mon nom en tout cas. ».

#### Suisse
En 1970, trois objecteurs de conscience condamnés pour refus de paiement de la taxe militaire font une grève de la faim en prison. Par solidarité, une grève de la faim et un campement ont lieu sur la plaine de Plainpalais à Genève. L'action est soutenue notamment par le Conseiller national Jean Ziegler.
En Suisse, des membres du Centre pour l'action non violente (ex Centre Martin Luther King) et du Groupe pour une Suisse sans armée, soutenus par des mouvements pacifistes, coordonnent les objecteurs à la taxe militaire (« taxe d'exemption de l’obligation de servir ») et à l'impôt de défense nationale qui sont environ 200 en 1979,.

### Réfractaire aux affectations de défense

#### Projet de loi Paul Boncour de 1927
Le 7 mars 1927, la Chambre des députés vote, à 500 contre 31, un projet de loi qui prévoit la mobilisation en temps de guerre « de tous les Français, sans distinction d’âge ni de sexe. » Pour la première fois en France, une mobilisation (non-combattante) féminine est envisagée.
Madeleine Vernet, cofondatrice de la Ligue des femmes contre la guerre, s’insurge :

« Alors qu’on a pu faire la démonstration que toute guerre était une défaite, même pour les victorieux, que la force violente restait inopérante pour assurer la paix, nos hommes politiques ne trouvent rien de mieux que d’organiser la guerre en mobilisant toutes les forces vives du pays. Désormais, du berceau à la tombe, le devoir de tout Français sera d’être « un bon soldat ». »

Elle distingue deux types de féministes. Elle appartient à la seconde et Hélène Brion à la première.

« D’une part, il y a les féministes-suffragistes qui déclarent : « Nous repoussons la loi parce qu’on ne nous accorde pas nos droits politiques. N’étant pas citoyennes, nous n’avons pas à être soldats ! » Cela revient à peu près à dire que ces féministes accepteraient d’être militarisées si on les déclarait électeurs. D’autre part, il y a les féministes pacifistes et antimilitaristes qui déclarent ne pas vouloir payer leur bulletin de vote de l’obligation de tuer. »

— Madeleine Vernet, « Comment la France prépare le désarmement », La Mère Éducatrice, no 2-3, février-mars 1927, cité par Marie-Michèle Doucet, « Les femmes pacifistes et les parlementaires français : l’exemple du projet de loi Paul-Boncour de 1927 », Parlement[s], Revue d'histoire politique, no 26, 2017/2, p. 107-123.

#### Ordonnance du 7 janvier 1959
En France, l’ordonnance no 59-147 du 7 janvier 1959 portant organisation générale de la Défense ne distingue plus le temps de guerre et le temps de paix. La défense est un état permanent qui permet de mobiliser ou réquisitionner militaires et civils, sous la même autorité et avec les mêmes obligations, « en cas de menace portant notamment sur une partie du territoire, un secteur de la vie nationale ou une fraction de la population ». Cette menace n’étant pas définie, elle peut s’appliquer au gré du gouvernement aussi bien à un conflit militaire qu’à une crise politique ou sociale. Tout non militaire, homme ou femme de dix-huit à cinquante ans, peut être mobilisé selon sa profession « en tout temps et en toutes circonstances » pour le maintien des activités essentielles de la nation et astreint à la discipline des forces armées. Le slogan de certains mouvements de gauche « Soldat, sous l'uniforme, tu restes un travailleur »,. peut être inversé en « Travailleur, sous le bleu, tu restes un soldat ». Un salarié réquisitionné qui s’absente peut être jugé comme déserteur par un tribunal militaire. La seule tentative d’appliquer une telle réquisition eut lieu, en 1963, contre la grève de trente-cinq jours des mineurs des charbonnages. Elle a échoué grâce à la désobéissance civile unanime de ceux-ci et à un élan de solidarité sans précédent dans l'opinion.
Dans certaines entreprises et administrations, les membres du personnel doivent signer des documents relatifs à leur affectation de défense. En novembre 1968, à Lyon, un tract du Groupe d'action et de résistance à la militarisation indique que des personnes l'ont refusé. Il semble que cela n'a entraîné aucune conséquence.
Les objecteurs de conscience avaient obtenu la libre affectation dans une association humanitaire de leur choix pour y effectuer un service civil. Des affectations d’office dans les Hôpitaux de Paris sont pourtant imposées à certains au détriment de l’embauche de nouveaux salariés. Les objecteurs refusent et se mettent en grève. À partir d’octobre 1968, pour la première fois, des objecteurs de conscience grévistes, c'est-à-dire des civils, sont jugés par des tribunaux militaires. Ils le sont pour désertion à l’intérieur avec complot. Le représentant du Parquet déclare : « Nous ne jugeons pas ici des objecteurs… Nous jugeons des affectés de défense qui sont, en vertu des décrets de 1959, assimilés à des militaires ». Une campagne nationale soutient les objecteurs. Les uns après les autres, les emprisonnés sont remis en liberté provisoire et ne seront jamais jugés. La grève cesse. La loi du 10 juin 1971 rend les objecteurs justiciables des tribunaux correctionnels. Ils dépendent désormais de la justice civile.

### Défaitisme politique
Le défaitisme est une acceptation de la défaite sans aucune résistance. Lénine en a théorisé l'usage révolutionnaire. Dès 1914, il incite « à une lutte impitoyable contre le chauvinisme grand-russe » et considère comme un moindre mal la défaite des armées tsaristes. Il est partisan de la transformation de la guerre impérialiste en guerre civile. Selon lui, dans tous les pays impérialistes, le prolétariat doit contribuer à la défaite de son propre gouvernement pour faciliter la révolution.

« Dans une guerre réactionnaire, la classe révolutionnaire ne peut pas ne pas souhaiter la défaite de son gouvernement ; elle ne peut manquer de voir le lien entre les échecs militaires de ce dernier et les facilités qui en résultent pour le renverser »

— Lénine, Le socialisme et la guerre, 1915. Lénine, « Le socialisme et la guerre », sur marxists.org (consulté le 25 décembre 2020)
Comme l'écrit Karl Liebknecht, « L'ennemi principal de chaque peuple est dans son propre pays ! ». C'est l'antithèse de l'Union sacrée.
Rosa Luxemburg a une conception différente de celle de Lénine :

« La victoire ou la défaite de chacun des deux camps est tout aussi funeste pour le prolétariat européen, de son point de vue de classe. C'est la guerre elle-même, et quelle que soit son issue militaire, qui représente pour le prolétariat européen la plus grande défaite concevable, et c'est l'élimination de la guerre et la paix imposée aussi rapidement que possible par la lutte internationale du prolétariat qui peuvent apporter la seule victoire à la cause prolétarienne. »

— Rosa Luxembourg, sous le pseudonyme de Junius, La crise de la social-démocratie, 1915
Pendant la Première Guerre mondiale, le néologisme « défaitisme », venu de Russie, apparaît en France où le concept est fustigé par les pouvoirs politiques et militaires et la presse.
Pour Léon Trotski, « La transformation de la guerre impérialiste en guerre civile constitue la tâche stratégique générale à laquelle devrait être subordonné l'ensemble du travail d'un parti prolétarien pendant la guerre ».

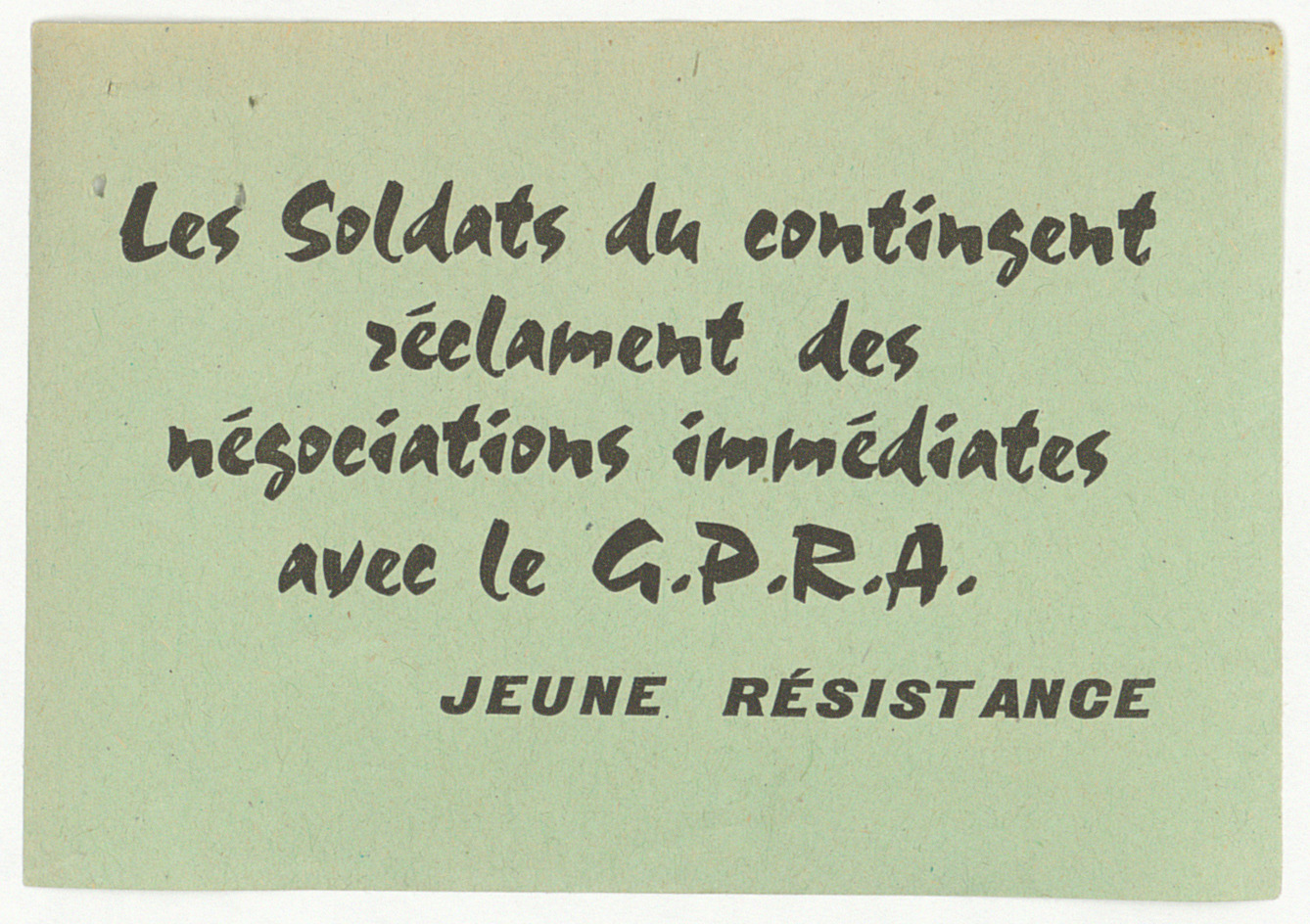
Papillon de Jeune Résistance contre la guerre en Algérie.

Le défaitisme politique n'a pas de définition juridique mais, s'il est sciemment diffusé pour entraver le fonctionnement de l'armée ou hâter la fin d'un conflit, il peut être qualifié de différents délits, de la démoralisation de l'armée à la trahison.
Pendant la guerre d'Algérie, les insoumis et les déserteurs du mouvement Jeune Résistance affirment pratiquer le défaitisme révolutionnaire par solidarité avec la révolution algérienne et souhaiter toutes les formes de fraternisation avec le peuple algérien.

### Réfractaire au Service du travail obligatoire
Dans les pays d'Europe qu'elle occupe pendant la Seconde guerre mondiale, l’Allemagne nazie réquisitionne et transfert vers l’Allemagne des centaines de milliers de travailleurs contre leur gré, afin de participer à l’effort de guerre allemand.

#### Belgique
Le 6 octobre 1942, l'administration militaire allemande (Militärverwaltung) pour la Belgique et le Nord de la France promulgue l'ordonnance établissant le travail forcé en Allemagne pour tous les hommes de 21 à 50 ans et toutes les femmes célibataires de 21 à 35 ans. Le terreau est prêt pour que la Jeunesse ouvrière chrétienne (JOC) intensifie immédiatement l’aide aux travailleurs réfractaires et à certains réseaux de résistance. Les jocistes flamands s’illustrent principalement dans l’action clandestine en Allemagne tandis que du côté bruxellois et wallon, la JOC et JOCF s’engagent surtout dans l’action préventive, avant l’embrigadement des jeunes travailleurs afin d’éviter qu’ils ne partent en Allemagne, et s’occupent des réfractaires cachés en Belgique et leur fournissent de faux papiers et des caches.
Pour encourager et coordonner toutes ces initiatives en les soutenant financièrement, le gouvernement belge en exil à Londres suscite un réseau de résistance civile en Belgique occupée, le Réseau Socrate. Ce service unifie et finance l’aide en territoire occupé aux réfractaires au service du travail obligatoire (STO) en Allemagne, mais aussi aux juifs, aux familles des condamnés pour fait de résistance, et également la coordination du financement de la résistance armée. L'implication de la Jeunesse ouvrière chrétienne y est importante. Elle apporte d'emblée au réseau Socrate son expérience de la résistance civile et de l'aide aux clandestins, aux prisonniers évadés et aux juifs et sa connaissance du monde ouvrier et de la jeunesse réfractaire au STO.
Grâce à un emprunt dit « Bons Socrate », 159 740 000 francs belges sont distribués par le réseau. La JOC continue cependant à former un secteur autonome du réseau Socrate qui, jusqu’à la Libération, secourt quelque 8 800 réfractaires en distribuant environ 28 millions de francs belges.
Le roi Léopold III, qui n'a pas voulu suivre le gouvernement en exil, reste silencieux sur la question du Service du travail obligatoire. La hiérarchie catholique ne soutient pas l'action de la JOC.
En octobre 1944, 56 dirigeants jocistes et aumôniers sont en camps de concentration, 36 n'en reviennent pas. Seize autres sont fusillés en Belgique. D'autres meurent au combat dans la Résistance armée.
La Médaille du réfractaire est attribuée à ceux qui ont refusé de servir au sein de la Wehrmacht ou de travailler pour l'Allemagne. Selon le secrétaire général de la Fédération nationale des travailleurs déportés et réfractaires, le statut fut accordé à 28 461 réfractaires, alors que le statut de déporté du travail obligatoire fut attribué à 50 721 personnes, mais beaucoup ne demandèrent pas leur reconnaissance.

#### France
Dès l'automne 1940, des volontaires partent travailler en Allemagne. En mai 1942, Pierre Laval, chef du gouvernement de Vichy, négocie avec l'Allemagne un accord sur la Relève qui consiste à rapatrier un prisonnier de guerre français pour trois départs de travailleurs volontaires. La Résistance dénonce cette aide à l'Allemagne nazie.
Le nombre de départs étant insuffisant aux yeux de l'occupant, le gouvernement de Vichy décide que :

« Toute personne du sexe masculin de plus de 18 ans et de moins de 50 et toute personne du sexe féminin de plus de 21 ans et de moins de 35 peuvent être assujetties à effectuer tous travaux que le gouvernement jugera utile dans l'intérêt de la Nation. »

— Loi du 4 septembre 1942, Journal officiel, 13 septembre 1942
Le 13 octobre 1942, on affiche aux ateliers ferroviaires d’Oullins (Rhône) une liste de cheminots réquisitionnés pour être envoyés travailler en Allemagne. Afin de résister à cette contrainte, les Ateliers se mettent spontanément en grève le jour même et manifestent dans les rues au cri de « Pas un homme en Allemagne ! ». Le soir des dizaines de cheminots sont arrêtés. Le mouvement s'étend dans des ateliers, entrepôts et gares de la région puis dans une trentaine d'usines et concerne douze mille grévistes,,. C’est le plus vaste mouvement de grève qu’ait connu la France depuis 1940, et que connaisse la zone sud entre 1940 et l’été 1944. Il prend fin le 17 octobre. La veille, le ministre des Transports Gibrat a dû venir négocier en personne à Oullins avec les cheminots réunis dans leurs ateliers occupés. Les révoltés exigent la libération des leurs, et menacent de ne plus convoyer les trains en direction de l’Allemagne. Le 21, les listes de requis sont retirées et la plupart des prisonniers relâchés,.
Une estimation donne pour la région rhodanienne 4 050 départs d’ouvriers soit seulement 11% du contingent réclamé. Deux réfractaires sur trois se sont cachés et 20% ont gagné des maquis actifs dans la Résistance.
Le 16 février 1943, aux réquisitions individuelles, succède, pour des classes d'âge entières, le Service du travail obligatoire (STO). Sa durée est de deux ans. Le terme officiel d'«insoumis » désigne le jeune qui refuse de se laisser recenser, par opposition au « réfractaire », le recensé qui n'obéit pas à sa convocation. Au printemps 1943, on estime les insoumis à 14 %. Le 26 mai 1943, Pierre Laval, chef du gouvernement, déclare à l'allemand Fritz Sauckel, Plénipotentiaire général pour la mobilisation de la main-d’œuvre, qu'il veut pourchasser les réfractaires. Il ajoute, à propos d'officiers allemands qui protègent certains travailleurs pour les maintenir en France, qu'ils « font de la collaboration un peu trop gentille ». Le 5 juin, dans un message radiodiffusé, Laval annonce des mesures contre les complices et même les familles de ceux qui se dérobent au STO. Le 8 juin, le maire de Bozel est révoqué pour aide aux réfractaires aux STO. Le 24 juin, Laval ordonne à René Bousquet, chef de la police, de faire interner le juge Yves Brunel, trop clément avec les réfractaires.
À l'été 1943, le refus du STO devient massif et les permissionnaires sont nombreux à ne pas repartir en Allemagne (66,7 % de défaillants du 15 juillet au 30 août 1943) et la police et surtout la gendarmerie cessent de faire du zèle. Dans le Lot, on dénombre plus de 12 % de réfractaires au printemps 1943, puis 28 % en juin et plus de 95 % en août et septembre. Certains requis, comme Boby Lapointe, s'évadent. Selon Raphaël Spina, près de 250 000 requis passent dans la clandestinité. Les trois-quarts se réfugient dans de petites exploitations agricoles où leur main-d’œuvre est bien accueillie. Environ 40 000 réfractaires gagnent les maquis de la Résistance.

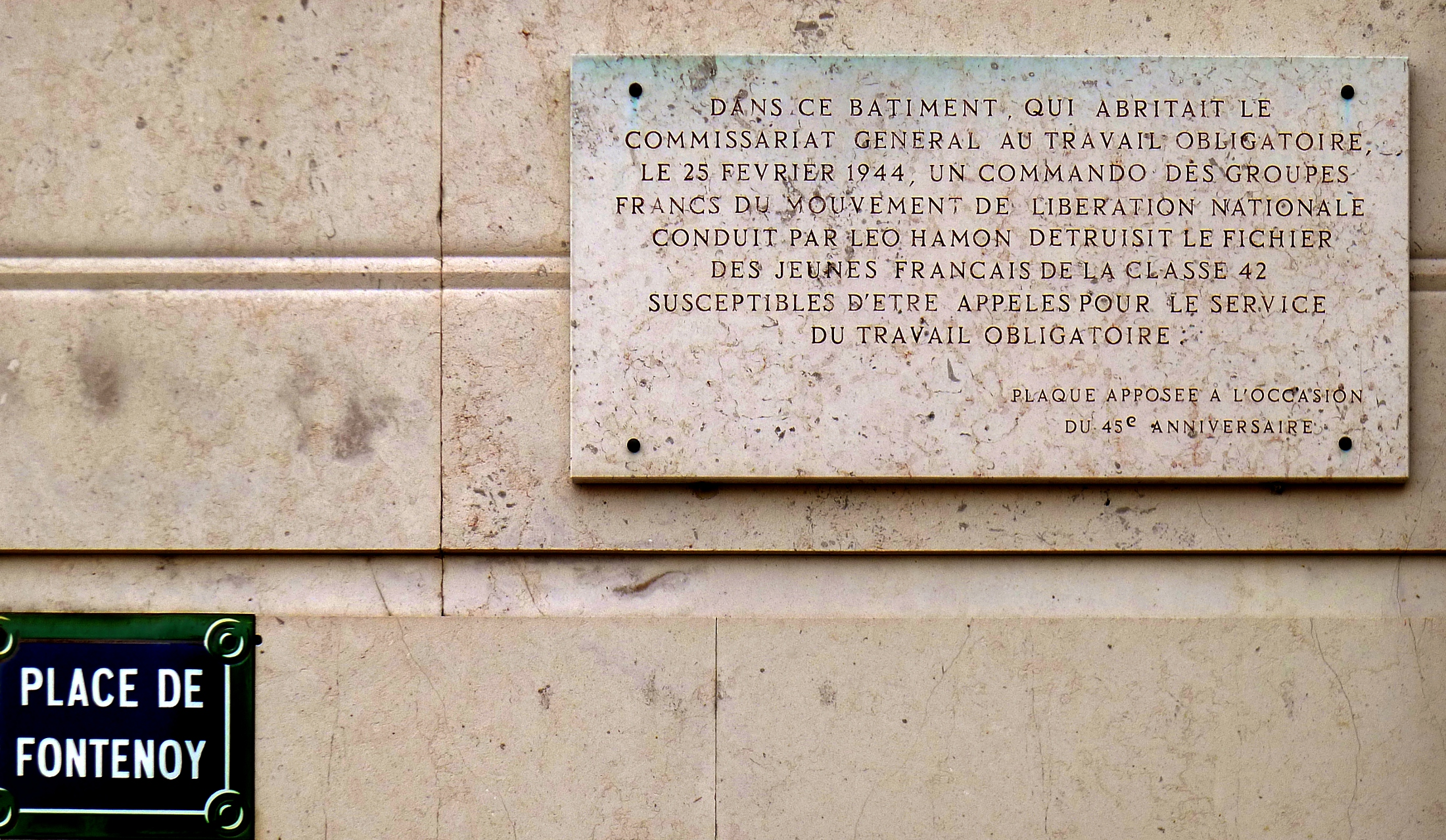
Plaque place de Fontenoy (7e arrondissement de Paris) commémorant l'action d'un groupe de résistants menés par Léo Hamon en 1944.

La Résistance vole ou détruit de nombreux registres d'état-civil, listes de recensement et fichiers du STO et fournit de faux papiers aux réfractaires. Contre le STO, le Conseil national de la Résistance crée et finance le Comité d'action contre la déportation présidé par Yves Farge,. Le 25 février 1944, dirigé par Léo Hamon, un commando de ce comité incendie 200 000 fiches dans les locaux parisiens du Commissariat général au STO. La Résistance, par son organisation de Noyautage des administrations publiques, infiltre et sabote les services du STO et subit pour cela arrestations et déportations. De plus en plus de maires et de fonctionnaires aident les réfractaires.
De tous les réfractaires français du vingtième siècle, ceux au STO sont certainement les plus nombreux en valeur absolue et en proportion des requis.
À Lyon, le champion sportif Tola Vologe avec son réseau Sport libre crée une filière pour les sportifs réfractaires au STO. Arrêté par la Milice française, il est remis à la Gestapo et abattu quelques jours plus tard.
René Carmille, créateur sous l'Occupation du Service national des statistiques (SNS), qui deviendra l’Insee en 1946, fait efficacement obstruction à l'utilisation de ses fichiers pour l'enrôlement au Service du travail obligatoire et pour l'arrestation des Juifs. Arrêté à Lyon, interrogé et torturé par Klaus Barbie, il meurt en déportation à Dachau.
Pierre Lamy, grâce à son poste d'inspecteur du travail à Annecy, sabote d'abord la Relève des prisonniers de guerre français en Allemagne par des travailleurs volontaires, puis l'enrôlement au Service du travail obligatoire. Il fournit des dérogations et de faux papiers et prévient des arrestations imminentes. Responsable de l'Armée Secrète pour le secteur d'Annecy et membre du comité départemental de la Résistance, il est dénoncé, arrêté, torturé et exécuté dans un bois.
Charlotte Abonnen, secrétaire médicale au Service médical du Centre de départ des travailleurs français pour l'Allemagne, à la caserne de la Pépinière, à Paris, falsifie des certificats ou en établit de faux et permet ainsi à des milliers de personnes d'échapper au départ en Allemagne. Dénoncée, elle est arrêtée, torturée et déportée au camp de concentration nazi de Ravensbrück.
Après la guerre, un statut du réfractaire au Service du travail obligatoire paraît au Journal officiel de la République française le 22 août 1950 et détermine le droit à réparation. Un mémorial, des stèles et des noms de lieux publics rendent hommage aux réfractaires. La Médaille du réfractaire honore ceux qui se sont soustraits au Service du travail obligatoire.

##### Réfractaire aux Chantiers de la jeunesse française
Les Chantiers de la jeunesse française (CJF), souvent appelés Chantiers de jeunesse, sont, entre 1940 et 1944, une organisation paramilitaire française, substitut obligatoire au service militaire. Leur haute hiérarchie est partisane du Service du travail obligatoire. Grâce à leur regroupement dans les chantiers et à l'encadrement autoritaire, des milliers de jeunes gens sont directement conduits, à partir de mai 1943, dans les centres de rassemblement du STO et parfois même encadrés par leurs chefs jusqu'en Allemagne avec uniformes et drapeaux. Pressentant cette situation, 57 % des jeunes des deux Savoie ne se présentent pas à leur incorporation en mars 1943. Pour échapper au STO, des milliers de jeunes gens fuient les chantiers, parfois en groupe. Certains rejoignent la Résistance. Rien qu'en juin 1943, soixante-huit chefs sont radiés pour leur tolérance ou leur complicité envers les réfractaires, d'autres démissionnent ou rallient la Résistance. Le général Joseph de La Porte du Theil, initiateur et commissaire général des chantiers, écrit à Pierre Laval : Le « total des réfractaires et insoumis en 1943 atteint 24 000 hommes sur 90 000, soit 25 %. » La proportion de réfractaires va augmenter jusqu'à la dissolution des chantiers.

#### Italie
En septembre 1943, après l'armistice de Cassibile, la ville de Naples est en ébullition. Les actes de résistance se multiplient contre l'occupant nazi qui décrète l'état de siège. Le 23 septembre, le préfet ordonne la mobilisation au Service du travail obligatoire de tous les hommes âgés de 18 à 33 ans. Seuls 150 hommes répondent à l'appel, au lieu des 30 000 prévus. Le colonel Walter Schöll menace par affiches de faire fusiller les contrevenants. Le 26 septembre, une foule sans armes mais agitée se déchaîne contre les opérations de ratissage nazis, libérant plusieurs jeunes destinés à la déportation. Le lendemain, les Allemands raflent 8 000 hommes. C'est le début des Quatre journées de Naples, un soulèvement populaire armé victorieux qui oblige les Allemands à négocier avec les insurgés et à fuir avant l'arrivée des Alliés le lendemain.

### Alsace, Moselle, cantons de l’est de la Belgique, Luxembourg
Après la défaite française face à la Prusse, le Traité de Francfort, signé le 10 mai 1871, cède à l’Allemagne l’Alsace et la Moselle. Beaucoup de jeunes tentent la fuite pour échapper au service militaire dans l’armée allemande, rendu obligatoire en 1872.
Pendant la Première guerre mondiale, 380 000 Alsaciens et Mosellans sont incorporés dans l’armée allemande. Pour éviter les désertions, la plupart sont envoyés sur le front russe. 17 500 Alsaciens et Mosellans s’engagent dans l’armée française dont environ 3 000 ont fui la mobilisation allemande.
Le Traité de Versailles du 28 juin 1919 réintègre l’Alsace et la Moselle dans la souveraineté française. Il attribue à la Belgique les cantons d’Eupen, de Malmedy et de Saint-Vith précédemment annexés par la France en 1795 puis transférés à la Prusse par le Congrès de Vienne en 1815.
En 1940, l’Allemagne nazie annexe l’Alsace, la Moselle, le Luxembourg, les cantons de l’est de la Belgique précédemment prussiens plus une dizaine de communes belges.
À partir d’août 1942, dans les régions annexées des trois pays, les jeunes-gens sont incorporés de force dans l’armée allemande et dans les Waffen-SS. Les femmes sont assujetties de quelques mois à deux ans au Kriegshilfsdienst (KHD), c’est-à-dire au Service auxiliaire de guerre, souvent dans des usines d’armement ou dans l’armée. On désigne souvent ces incorporés de force par les expressions « Malgré-nous » et « Malgré-elles » ou, en Belgique, « enrôlés de force ».

#### Alsace
Le 8 mai 1941, devant la réticence des Alsaciens à intégrer volontairement le Service du travail du Reich ou Reichsarbeitsdienst (RAD), celui-ci, d’une durée de six mois pour les personnes entre 17 et 25 ans, devient obligatoire par une ordonnance du Gauleiter Robert Wagner.
Neuf classes d’âge pour les garçons et quatre pour les filles sont concernées par le RAD, soit environ 70 000 personnes. Les autorités font état d'actes d'insoumission :

« Lorsque les convocations pour le RAD sont intervenues cette année et l’année dernière, un certain nombre de jeunes se sont évadés et ont franchi la frontière. Ils sont tous partis dans le malheur et le regrettent profondément aujourd’hui.
D’autres ont été arrêtés à la frontière et expient sévèrement leur acte inconsidéré. Celui qui veut franchir la frontière aujourd’hui doit savoir qu’il provoque sa propre perte. De plus, chacun doit savoir que la frontière est actuellement mieux gardée qu’autrefois et qu’on y tire à balle réelle.
[…] celui qui ne se présentera pas au conseil de révision ou qui n’obéira pas à l’ordre d’appel sera sévèrement puni. Il répondra de cette désobéissance sans pouvoir compter sur la moindre indulgence. »

— Lettre du Gauleiter Robert Wagner aux Kreisleiter d’Alsace, le 30 juin 1942
Le Gauleiter Wagner prend, le 7 juillet 1942, une ordonnance contre « l'émigration illégale hors d'Alsace » qui est particulièrement forte vers la Suisse. « Les biens des évadés seront confisqués et leurs parents et ceux qui vivent avec eux seront transplantés en Allemagne ! ».
Le Front de la jeunesse alsacienne incite par des tracts à ne pas se présenter aux conseils de révision. Des conscrits ne s’y rendent pas ou le font en chantant La Marseillaise. Six membres du Front de la jeunesse alsacienne sont arrêtés, condamnés à mort et exécutés : Alphonse Adam, Robert Kieffer, Robert Meyer, Joseph Seger, Charles Schneider et Pierre Tschaen. D’autres sont condamnés à des années de travaux forcés.
Des filières permettent notamment à des réfractaires de franchir les frontières. Des réfractaires sont arrêtés et leurs familles, transplantées dans le Reich (environ 10 000 Mosellans et 3 500 Alsaciens).
Après la bataille de Stalingrad et l'incorporation de nouvelles classes le 31 janvier 1943, le mouvement d'évasion s'intensifie et, le 10 février 1943, ce sont cent quatre-vingt-deux réfractaires qui arrivent à passer en Suisse. Le lendemain quatre-vingt six autres les suivent. Le surlendemain, un groupe de dix neuf jeunes gens échange des coups de feu avec les garde-frontière. Un policier allemand est tué. Un seul réfractaire réussit à passer en Suisse. Les autres sont fusillés le jour même et les suivants. Les familles sont incarcérées puis envoyées comme travailleurs forcés en Allemagne.

« Le Tribunal spécial de Strasbourg a jugé en une séance extraordinaire et publique, mardi après-midi, quatorze accusés de Ballersdorf de l’arrondissement d’Altkirch pour groupement armé et tentative de franchissement illégal de la frontière… Tous les accusés ont été condamnés à mort et à la perte de leurs droits civiques pour avoir voulu se soustraire par la fuite à l’étranger au service militaire. »

— Strassburger Neueste Nachrichten (quotidien de propagande nazi), 17 février 1943, cité par « Les résistances en Alsace », sur crdp-strasbourg.fr, 1er octobre 2010 (consulté le 8 juin 2019)
Le massacre de Ballersdorf fera l'objet d'un roman et d'un film.
Quarante-deux officiers alsaciens sont déportés à Neuengamme pour avoir refusé de prêter serment à Hitler. Vingt-deux y sont morts.
Malgré les risques, environ un quart des effectifs concernés se soustrait à cette incorporation forcée, notamment en désertant sur le front est. Ils sont alors emprisonnés dans des camps soviétiques dans des conditions épouvantables. Le dernier prisonnier ne rentre qu’en 1955.
Au début de la seconde guerre mondiale, l'Université française de Strasbourg se réfugie à Clermont-Ferrand. Lors de la rafle du 25 novembre 1943 menée dans l'université de cette ville par la Gestapo assistée de l'armée allemande, près de 1 200 personnes sont interpellées et 130 personnes déportées vers les camps, dont une trentaine seulement reviendront. Parmi elles, de nombreux étudiants alsaciens sont considérés déserteurs comme « Allemands de souche ».

#### Cantons de l’est de la Belgique et Luxembourg
Environ 11 000 Luxembourgeois et 8 700 Belges sont intégrés à l'armée allemande. Tandis que le taux de désertion dans l'ensemble du personnel de la Wehrmacht ne dépasse pas 0,5 %, il est de 2 % chez les Belges et atteint environ 18 % chez les Luxembourgeois. Christoph Rass et Peter M. Quadflieg attribuent à plusieurs raisons cette différence entre les Belges et les Luxembourgeois : Ces derniers se sentaient culturellement plus proches de la France et l’armée les a soumis à un traitement plus sévère. Dans les cantons belges qui avaient appartenu au Reich allemand jusqu’à la fin de la Première Guerre mondiale, le courant pro-allemand était resté vivace. Par contre, un rapport allemand évoque en juillet 1943 la fuite vers la Belgique de 48 % des conscrits des classes 1922 à 1925 des dix communes belges annexées sans avoir jamais été prussiennes.
En 1963, l'Allemagne accepte de dédommager la Belgique. En 1974, le Parlement belge vote un statut pour les soldats de la Wehrmacht enrôlés de force, mais aussi pour les réfractaires. Les dédommagements financiers ne sont attribués qu'à partir de 1989.

## Répression
Les actes des militaires réfractaires et de ceux qui les incitent et les soutiennent sont réprimés plus ou moins sévèrement selon leurs natures, les pays et les époques. Là où elle est (ou était) pratiquée, la peine de mort peut (ou pouvait) être appliquée à certains réfractaires, en particulier en temps de guerre.

### En Allemagne

#### Avant et pendant la Première Guerre mondiale
Wilhelm Liebknecht, cofondateur du Parti social-démocrate d'Allemagne (SPD), est élu député au Reichstag de la Confédération de l'Allemagne du Nord. Il refuse avec August Bebel de voter les crédits pour la guerre franco-allemande de 1870, puis se solidarise en 1871 avec la Commune de Paris, ce qui leur vaut d'être arrêtés et condamnés à deux ans de prison pour haute trahison. Son fils, Karl Liebknecht publie en 1907 Militarisme et anti-militarisme, un pamphlet antimilitariste pour lequel il est condamné pour haute trahison. Encore emprisonné, il est élu député à la Chambre des représentants de Prusse. Il est député du SPD au Reichstag à partir de 1912.
Le 2 décembre 1914, il est le premier député du Reichstag à voter contre les crédits de guerre, passant outre à la consigne de son groupe parlementaire.

« En élevant une protestation contre la guerre, ses responsables et ceux qui la mènent, contre la politique générale qui l'a provoquée, contre les plans d'annexion, contre la violation de la neutralité de la Belgique, contre la dictature militaire, contre l'oubli des devoirs politiques et sociaux dont les classes dirigeantes se rendent coupables aussi et surtout maintenant, nous refusons les crédits demandés. »

— Karl Liebknecht, Déclaration au Reichstag, 2 décembre 1914
L'année suivante, il entraîne dans le refus le député Otto Rühle, puis plus tard une vingtaine de députés socialistes. Un tract distribué au mois de mai 1915 porte un slogan dont il est l'auteur : « L'ennemi est dans notre propre pays ». Lors du rassemblement du 1er mai 1916, appelé par les spartakistes, il prononce à nouveau un discours contre la guerre, est arrêté, accusé de haute trahison et emprisonné.
En 1913, Rosa Luxemburg prononce à Francfort-sur-le-Main un discours antimilitariste incitant les ouvriers à refuser de prendre les armes contre d'autres travailleurs dans une guerre internationale. Elle est jugée le 20 février 1914, pour « incitation de militaires à l'insubordination ». Elle est condamnée à un an de prison alors qu'elle est poursuivie pour insulte à l'armée lors d'un autre discours[source insuffisante].

#### Troisième Reich
« Au front, on peut mourir, comme déserteur on doit mourir. Seule une menace draconienne, visant rigoureusement tout acte de désertion, peut permettre d’obtenir un effet de terreur à l’égard de l’individu comme de la collectivité. » — Adolf Hitler, Mein Kampf
Le régime nazi a envoyé les réfractaires dans des camps de concentration dès avant la Seconde guerre mondiale. Pendant celle-ci, il en a fusillé ou décapité des milliers. Les tribunaux militaires nazis ont prononcé quelque 30 000 condamnations à mort pour désertion ou trahison en temps de guerre, et environ 20 000 personnes ont été exécutées, y compris des membres du haut-commandement. Quelque 100 000 personnes ont été condamnées à des peines d'emprisonnement. Ces sentences ont été prononcées pour des cas de désertion, d'actes de résistance au régime, d'aide aux Juifs, et même pour de simples remarques critiques à l'égard des nazis. 1 200 à 1 400 Autrichiens ont été condamnés à mort par les nazis pour désertion.
Josef Mayr-Nusser est enrôlé de force dans la Waffen-SS. Il refuse, au nom de sa foi, de prêter serment d’allégeance à Hitler. Condamné à mort, il succombe dans le train qui l’emmène au camp de concentration de Dachau. Il est béatifié par l’Église catholique.

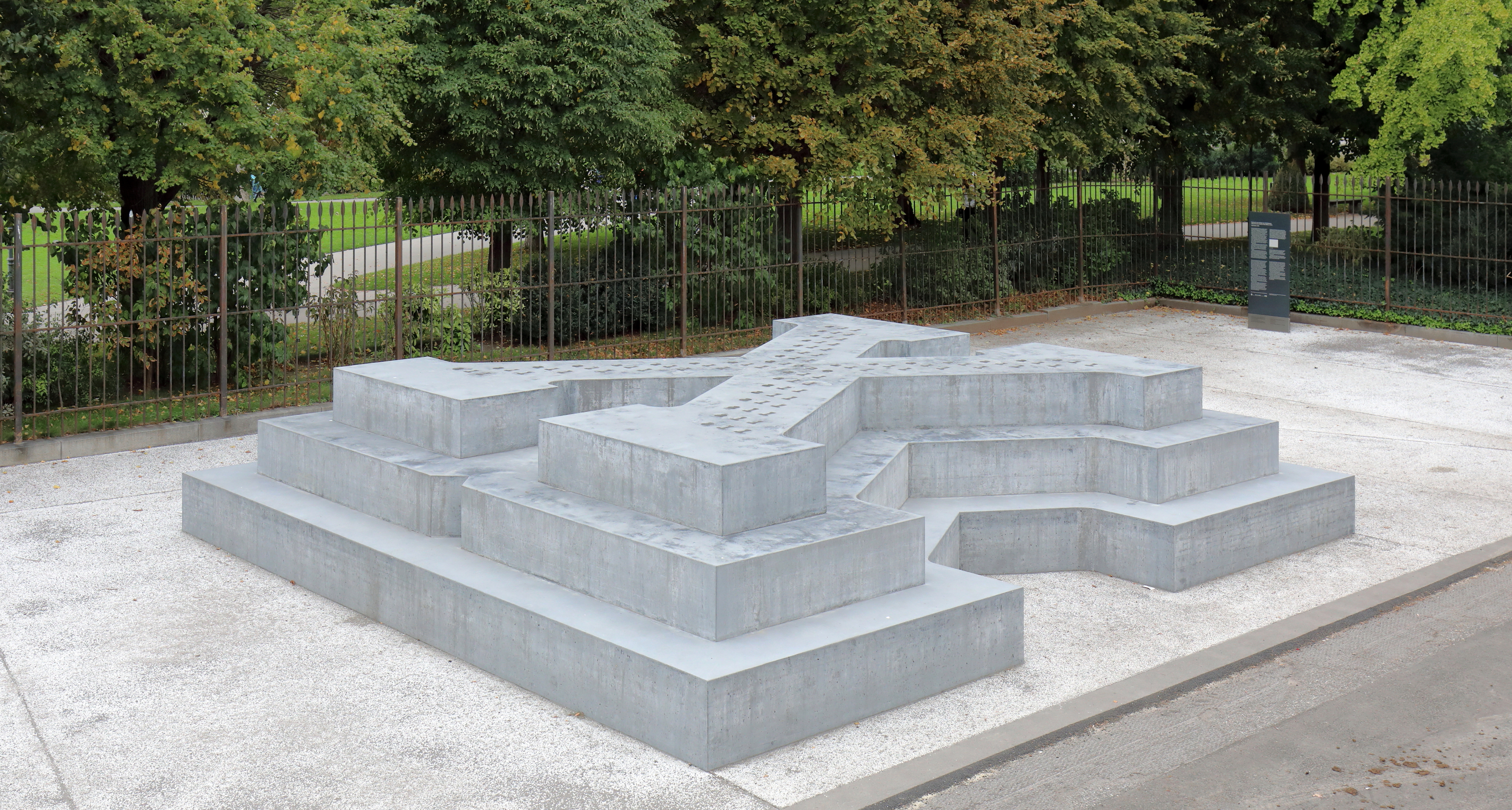
Vienne : Mémorial aux personnes persécutées par le système de justice militaire nazi.

En Allemagne, l'Association fédérale des victimes de la justice militaire nazie (de) et, en Autriche, le comité Justice pour les victimes de la justice militaire nazie (de) militent pour la réhabilitation des réfractaires à la Wehrmacht.
En 1997, le Parlement allemand a déclaré que les condamnations prononcés pendant la Seconde Guerre mondiale par les tribunaux de la Wehrmacht à l'encontre des déserteurs, des objecteurs de conscience et des soldats reconnus coupables d'atteinte au moral des troupes constituaient des dénis de justice et il a attribué 7 500 deutschemarks aux deux-cents survivants. En 2009, il a réhabilité quelque 30 000 « traîtres de guerre ».
L’Autriche réhabilite en 2009 les déserteurs de la Wehrmacht dont 1 500 ont été exécutés pour avoir refusé de porter l’uniforme. Elle inaugure, le 25 octobre 2014, un mémorial en plein centre de Vienne leur rendant hommage.

« Ce mémorial marque la différence entre la fidélité et la loyauté dues aux forces d’un État démocratique, et le droit de résister à celles d’une dictature criminelle [et] génocidaire. »

— Heinz Fischer, président social-démocrate, lors de l'inauguration

### En Australie
En avril 1971, cinq militantes de la campagne « Save our sons » contre l'envoi des conscrits à la guerre du Viêt Nam sont incarcérés pendant 11 jours pour la distribution de dépliants sur l'objection de conscience dans les bureaux du Service national.

### En Bulgarie
Georgi Dimitrov est arrêté à plusieurs reprises pendant les guerres balkaniques de 1912-1913 sous l'inculpation de « pacifisme ». Député de l’Assemblée populaire de Bulgarie de 1913 à 1923, il refuse de voter les crédits de guerre. Au début de la Première Guerre mondiale, il adopte une position internationaliste, en condamnant la guerre impérialiste. Il est condamné à 3 ans de prison pour « incitation des militaires à renoncer au respect des supérieurs et à la discipline dans les conditions de guerre ».

### Au Canada

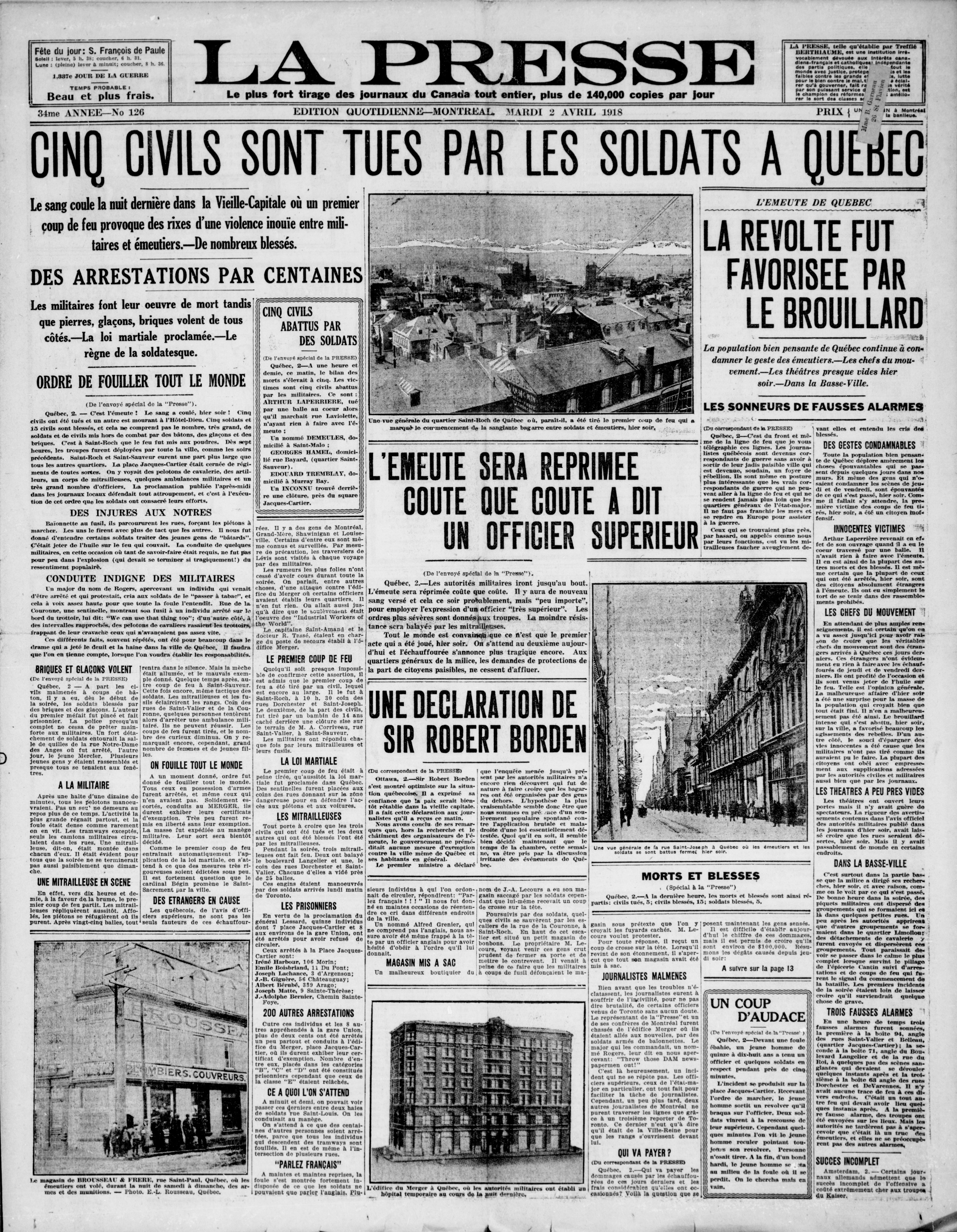
Une de La Presse du 2 avril 1918 à propos des émeutes de Québec survenues la veille. Le quotidien montréalais annonce, à tort, la mort de 5 civils, alors qu'en réalité, 4 ont trouvé la mort.

Pendant la Première guerre mondiale, le Canada impose la conscription par une loi votée le 24 juillet 1917. Une vive opposition connue sous le nom de Crise de la conscription se manifeste aussitôt en particulier au Québec. En mars et avril 1918, des émeutes sont réprimées par l'armée.
Camillien Houde, maire de Montréal annonce le 2 août 1940 : « Je me déclare péremptoirement contre l’enregistrement national qui est, sans aucune équivoque, une mesure de conscription, (…) je ne me crois pas tenu de me conformer à la dite loi et je n’ai pas l’intention de m’y conformer et je demande à la population de ne pas s’y conformer, sachant ce que je fais et ce à quoi je m’expose ». Perçu par les autorités canadiennes comme un ennemi de l’intérieur, il est arrêté par la police fédérale et envoyé au camp d’internement de Petawawa, en Ontario. Il y effectue des corvées forestières. Il est transféré en 1942 dans un autre camp au Nouveau-Brunswick. Après près de quatre ans de captivité, son retour à Montréal est accueilli par une foule en liesse.

### Aux États-Unis
La loi sur l'espionnage de 1917 est adoptée par le Congrès deux mois après que les États-Unis ont déclaré la guerre à l'Allemagne. Elle érige en crime le fait d'interférer ou de tenter de saper ou d'interférer avec les efforts des forces armées américaines pendant une guerre, ou d'aider de quelque manière que ce soit les efforts de guerre des ennemis de la nation.
Dans l'arrêt historique Schenck c. États-Unis, 249 US 47 (1919), la Cour suprême a confirmé la condamnation de Charles Schenck et d'Elizabeth Baer, dirigeants du Parti socialiste, pour avoir violé la loi sur l'espionnage de 1917 par des actions qui ont entravé le « service de recrutement ou d'enrôlement ».

### En France
Durant tout le XIXe siècle, la France est sans doute la première puissance mondiale en termes d’unités de répression des militaires. Le nombre, la diversité, les règlements, la dureté des châtiments, etc. tendent à le démontrer.

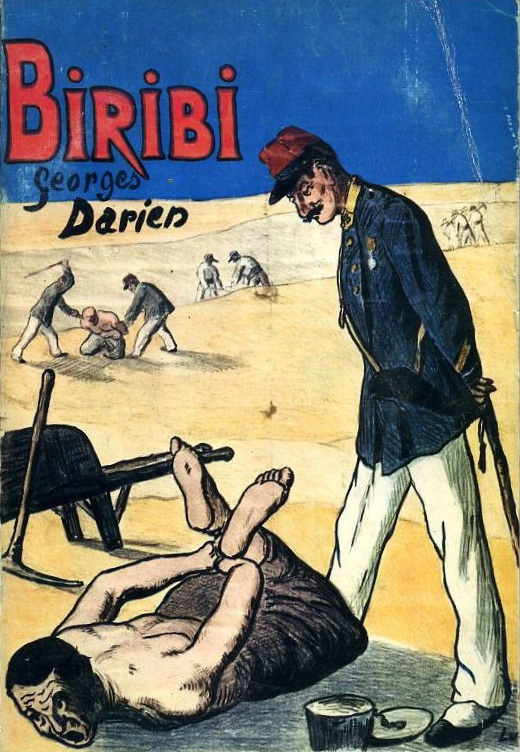
Sévice de la crapaudine représenté sur la couverture du livre Biribi de Georges Darien.

#### Bagnes et unités disciplinaires
Tombées en désuétude, les galères sont remplacées comme institution pénale par les bagnes en 1748.
Avec la Révolution, les armées atteignent des chiffres exceptionnels et se heurtent dès la politique de la réquisition (1793) au nombre croissant de réfractaires. De nouveaux bagnes pour militaires et marins ouvrent (bagne de Nice de 1792 à 1811, bagne de Lorient de 1796 à 1830, bagne du Havre de 1798 à 1803, bagne de Cherbourg de 1803 à 1815).
Les compagnies de discipline sont créées, après la chute du Premier Empire, par une ordonnance royale du 1er avril 1818, dans le cadre de la loi Gouvion Saint-Cyr du 10 mars 1818 qui organise le recrutement dans l'armée par le volontariat et par tirage au sort. Elles se développent avec le début de la colonisation française en Afrique du Nord.
En 1848, Amable de Saint-Hilaire, dit Villain de Saint-Hilaire, dramaturge et sous-intendant militaire à la retraite publie Appel à la justice du peuple. Révélations complètes et appuyées de preuves authentiques du régime disciplinaire d'une partie de l'armée d'Afrique : le silo, la flagellation, la barre de clou, la crapaudine.

« Bat’ d’Af’, Biribi, exclus, Trav’, autrement dit bataillons d’Afrique, compagnies de discipline, sections d’exclus, ateliers de travaux publics, voilà quelques symboles, aujourd’hui disparus mais qui résonnent encore durement aux oreilles averties, de l’infamie faite militaire. »

— Marc Lebrun, « Révolution, Empire et mauvais soldats », Revue historique des armées, no 244 « France-Roumanie »,‎ 15 septembre 2006, p. 112-123 (lire en ligne  [PDF], consulté le 30 novembre 2021)
Le dernier bagne métropolitain ferme en 1873. Les soldats indisciplinés et, à partir de la loi Freycinet de 1889, les conscrits ayant subi certains types de condamnation de droit commun sont alors envoyés en Afrique du Nord dans les unités disciplinaires (bataillons, compagnies ou régiments) surnommées collectivement Biribi. Les mauvais traitements qui y sont arbitrairement infligés sont dénoncés dans des livres, des brochures, des chansons, des meetings et des manifestations de dizaines de milliers de personnes.
En 1896, le quotidien L'Intransigeant publie des témoignages concordants, qui seront repris en 1900 dans des articles documentés de La Revue blanche, sur les tortures et les meurtres infligés impunément aux disciplinaires malgré l'article 16 du décret du 5 juillet 1890 qui stipule que tout châtiment physique est formellement interdit,,,.
En 1900 et 1901, dans plusieurs placards du Groupe de propagande antimilitariste de Paris et dans un article de La Revue blanche, Gaston Dubois-Desaulle dénonce les tortures et les meurtres perpétrés contre des soldats des Corps disciplinaires des colonies (les « Cocos » en argot militaire), notamment à Diégo-Suarez (Madagascar) et au bagne du Château d'Oléron (Charente-Inférieure),,.
Un conseil de discipline pouvait prononcer l’envoi aux compagnies de discipline des soldats et des caporaux qui avaient épuisé tous les autres moyens de répression ainsi que des simulateurs et des mutilés volontaires. Le député du Rhône, Francis de Pressensé, président de la Ligue des droits de l’homme, intervient en octobre 1904 auprès du ministre de la Guerre aﬁn d’étendre à tous les hommes du rang le droit de se faire assister d’un défenseur devant ce conseil. L’institution militaire s'y oppose, en particulier, l'infanterie, soutenue par l'État-major, qui s'exprime dans ces termes :

« Les faits reprochés aux hommes qui comparaissent devant les conseils de discipline sont en général fort simples, car il s’agit le plus souvent d’incorrigibles ayant déjà épuisé toute la série des peines disciplinaires et dont la mauvaise conduite persistante est bien établie. On ne voit pas, dans ces conditions, quel serait le rôle d’un défenseur. Si en outre ce défenseur était choisi parmi les personnes étrangères à l’armée, il en résulterait des conséquences fâcheuses au point de vue du maintien de la discipline militaire. »

— SHD, 1 MR 2175, Note pour le cabinet du ministre de la Guerre, Paris, 18 novembre 1904, cité par Odile Roynette-Gland, L'impossible émergence d'une culture de la confiance dans l'armée française avant 1914, Mil neuf cent. Revue d'histoire intellectuelle, 2015/1 n° 2033, De Dreyfus à Verdun, Penser l’horizon militaire (1906-1916),
p. 31-50, ISSN 1146-1225, https://www.academia.edu/34349619/LIMPOSSIBLE_ÉMERGENCE_DUNE_CULTURE_DE_LA_CONFIANCE_DANS_LARMÉE_FRANÇAISE_AVANT_1914
En 1909, Albert Aernoult subit de tels sévices à son arrivée au pénitencier de Djenan El Dar qu'il meurt le lendemain. Émile Rousset et d'autres bagnards dénoncent les faits dans une lettre à la famille qui, reprise par la presse, déclenche une énorme campagne de protestation,. Le Comité de défense sociale appose une affiche « À bas Biribi », citée par L'Humanité : « Soldats ! si vous vous sentez menacés, guettés par Biribi, n'hésitez pas, désertez ! […] Si vous êtes partis vers ces bagnes, […] souvenez-vous que les crimes militaires déjà commis justifient toutes les représailles contre les chefs assassins. […] Vous avez une baïonnette, servez-vous en ! ». Les signataires du placard sont traduits en justice. Émus par les témoignages d'anciens disciplinaires dont certains présents lors du meurtre d'Aernoult, les jurés acquittent les accusés. Émile Rousset, qui a lancé l'affaire, fait l'objet d'un procès truqué comme l'avait été celui d'Alfred Dreyfus. Ce dernier figure en tête de la liste d'un manifeste de soutien que signent des intellectuels comme Anatole France. Le faux témoignage avoué, Rousset est innocenté et bénéficie d'un non-lieu. 10 000 personnes assiste à un meeting à son retour à Marseille.
Au cours de son service militaire, une perquisition révèle qu'Émile Aubin est l'auteur de chansons révolutionnaires. Il est envoyé en unité disciplinaire. Libéré, il fonde, en mai 1910, le groupe des Libérés des bagnes militaires dont il est nommé secrétaire.
Votée en mars 1912, la loi Berry-Millerand instaure une « double peine » en systématisant l’envoi au bagne colonial des repris de justice, ainsi que des jeunes gens déjà condamnés à au moins trois mois de prison pour « diffamation et injure et envers les armées » ou incitation de militaires à la désobéissance,. Une campagne est dirigée contre cette loi, notamment par un « Comité féminin contre la loi Berry-Millerand, les bagnes militaires et toutes les iniquités sociales », formé à l’initiative du syndicat parisien des couturières dont Thérèse Taugourdeau est secrétaire. Le congrès de 1912 de la Confédération général du travail (CGT) invite à créer une caisse des insoumis pour aider les conscrits à s'exiler pour éviter le bagne.
Benoît Liothier dénonce Biribi dans une pièce titrée Aux Travaux. Elle est jouée en 1912 devant près d’un millier de personnes à Roanne par le groupe artistique stéphanois avant d’être interdite par le sous-préfet.
Publié en 1924 dans Le Petit Parisien (puis en volume sous le titre Dante n'avait rien vu), un reportage d'Albert Londres contribue à attirer l'attention du grand public sur les pénitenciers militaires français et participe ainsi à leur réforme.
Les sévices continuent à être régulièrement dénoncés jusqu'à la fermeture du Fort d'Aiton au début des années 1970.

#### Guerre franco-allemande de 1870
En pleine Guerre franco-allemande de 1870, l'article 6 du Décret sur la répression des délits militaires flagrants et la création de cours martiales prévoit : « Seront punis de mort les crimes et délits suivants : Assassinat, meurtre, désertion, embauchage pour commettre un des faits punis de mort par le présent décret, complicité dans un de ces faits, espionnage, vol, maraudage, pillage avec ou sans armes, refus de servir à un supérieur avec ou sans menaces ou injures, inexécution d'ordres compris et réitérés avec intention d'opposer de l'inertie, injures, menaces, voies de fait envers un supérieur, provocations en paroles à la révolte ou à l'indiscipline, bris d'armes, perte volontaire d'armes, afin de ne pas marcher au feu, destruction de munitions dans le même but, faite en présence ou non de l'ennemi, par lâcheté. Au feu, tout officier ou sous-officier est autorisé à tuer l'homme qui fait preuve de lâcheté, en n'allant pas se mettre au poste qui lui est indiqué, ou en jetant le désordre par fuite, panique ou autre fait de nature à compromettre les opérations de la compagnie et son salut, qui dépend de la résistance et de l'accomplissement courageux du devoir. » Au début du vingtième siècle, plusieurs circulaires et décrets assouplissent cette rigueur.

#### Première guerre mondiale
Le 1er août 1914, l'Allemagne déclare la guerre à la France. Dès le 8 août, le général Joffre rappelle les dispositions du code de justice militaire pour « punir les fuyards. » Le 10 août, le gouvernement autorise le commandement à faire exécuter des sentences de mort. Les historiens Robert Attal et Denis Rolland rapportent que le général Blanc a écrit « J'ai tué de ma main douze fuyards » et que, pendant la bataille de l'Yser, le général Georges de Bazelaire a fait fusiller six tirailleurs tirés au sort dans une compagnie qui avait refuser de marcher. Ils ajoutent : « On ignore le nombre de soldats, et aussi peut-être de civils, fusillés furtivement au bord d'un fossé ou dans un pré ».
Le 1er septembre 1914, le général Rabier ordonne que « tout soldat, tournant le dos à l'ennemi, doit être immédiatement abattu à coup de fusil ou de revolver ». Le même jour, une note confidentielle du ministre de la Guerre abolit toute possibilité de recours en révision ou en grâce des décisions des Conseils de guerre devant lesquels les prévenus peuvent, depuis août 1914, comparaître sans instruction préalable. Le général Joffre précise « L'exécution sans délai est la règle. » En 1915 et 1916, des mesures atténuent les rigueurs de la justice militaire.
Le général Maunoury s'indigne : « Il n'est pas tolérable qu'un homme appartenant à une unité de première ligne et poursuivi pour abandon de poste échappe au châtiment suprême. Il est nécessaire de réorganiser les conseils de guerre des corps d'armée et d'éliminer les juges qui ne feraient pas preuve de fermeté ».
Le Service historique de la Défense (ministère de la Défense) dénombre pour la Première guerre mondiale 640 fusillés pour « désobéissance militaire » dont 27 sans jugement. Mieux connus sous le nom de « fusillés pour l’exemple », ils l’ont été pour abandon de poste en présence de l’ennemi, refus d’obéissance, désertion à l’ennemi, voies de fait envers un supérieur, capitulation en rase campagne et instigation à la révolte.
En 1914, les condamnés à morts sont principalement accusés de mutilation volontaire. Plusieurs d'entre eux seront réhabilités pour accusation infondée. Par exemple, le 18 décembre 1914, Abel Garçault se rend à son initiative au poste de secours, alors qu'il est en ligne, pour faire soigner une blessure à la main. Condamné pour « abandon de poste en présence de l'ennemi par mutilation volontaire », il est fusillé. Son confesseur entreprend une campagne de réhabilitation satisfaite par un arrêt de la Cour de cassation du 12 novembre 1925,.
En 1915, le général Pétain écrit : « Pour maintenir l'esprit d'obéissance et la discipline parmi les troupes, une première impression de terreur est indispensable ». En juin 1917, il s'adresse aux cadres : « Le Général en chef a décidé de prendre contre les pusillanimes toutes les sanctions nécessaires. Il couvrira par contre de son autorité tous ceux qui feront preuve de vigueur et d'énergie dans la répression ». Et il menace de faire passer en Conseil de guerre les officiers défaillants.
François Brugière est désigné le 12 juin 1917 pour faire partie du peloton d'exécution de Joseph Dauphin condamné pour des propos tenus en état d'ébriété. Il refuse de tourner son fusil contre son ami issu du même village que lui. Condamné à 10 ans de travaux forcés, il est envoyé au bagne de Chief (ex-Orléansville) où il meurt d'épuisement le 12 février 1918.
Les condamnés à mort qui ont été graciés sont envoyés dans des lieux pénitentiaires militaires jusqu’en 1921, voire 1925, date des lois d'amnistie.

#### Justice militaire
En mars 1975, un collectif d'associations cosigne une plaquette La justice militaire, ce qu’il faut savoir. Les tribunaux permanents des forces armées sont dénoncés comme juridiction d'exception.

« La justice militaire est une justice où l'armée est à la fois juge et partie, où le parquet militaire est le seul maître des poursuites, où n'existe pas le contrepoids de la constitution de partie civile, où il n'y a pas non plus de voie d'appel, où, enfin, les jugements n'ont pas à être motivés.
C'est une justice parallèle, où les irrégularités de procédure sont fréquentes. »

— Collectif, La justice militaire, ce qu’il faut savoir, Cité nouvelle, no 571, page 1
La publication déplore que l’autorité militaire exerce les pouvoirs judiciaires, que l’enquête soit menée par une police judiciaire militaire composée souvent des supérieurs directs de l’inculpé, que la Sécurité militaire, qui est protégée par le secret, ne soit pas mentionnée dans le code de justice militaire.
En 1982, les tribunaux militaires sont supprimés en France,.

#### Renvoi de livret militaire
Gérard Leretour et Eugène Lagomassini dit Lagot créent, en juillet 1933, la Ligue des objecteurs de conscience qui deviendra la section française de l'Internationale des résistants à la guerre. Pour soutenir les réfractaires emprisonnés, la ligue organise efficacement une vaste campagne de renvois de fascicules de mobilisation. Un cas attire particulièrement l'attention : La Légion d'honneur est retirée à un professeur, trois fois blessé pendant la guerre, qui a renvoyé ses papiers à deux reprises. Le gouvernement dissout la ligue. Le 8 juillet 1934, un vote modifie la loi sur le recrutement. Désormais les renvoyeurs risquent jusqu'à un an de prison, dix mille huit cents francs d'amende et cinq ans de privation des droits civiques. Un an plus tôt, Lagot n'avait été condamné qu'à trois jours de prison pour le même motif.
En 1980, alors que quatre mille livrets militaires avaient été renvoyés en une dizaine d'années, cet acte exposait aux sanctions suivantes : 360 francs à 10 060 francs d'amende, un à douze mois de prison avec ou sans sursis et, enfin, mais beaucoup plus rarement, privation des droits civiques.

#### Insoumission, désertion, mutilation
Le 15 décembre 1776, une ordonnance de Louis XVI, supprime la peine de mort pour désertion et impose la chaîne et le boulet, excepté pour la « désertion à l'ennemi » (les transfuges).
Le code des délits et des peines pour les troupes de la République du 21 brumaire an V (11 novembre 1796) rétablit la peine de mort pour la désertion à l’ennemi. Mais les années suivantes, plusieurs lois amnistient le crime de désertion, comme celle du 24 floréal an X (14 mai 1802).
Selon un décret impérial du 8 fructidor an XIII (26 août 1805), tout conscrit reconnu coupable de s’être mutilé sera « traduit en prison » et mis à la disposition du gouvernement, puis conduit dans un port et de là « transporté aux colonies françaises, pour y être employé à un service militaire ou maritime quelconque » jusqu’au congé de sa classe.
En France, après un ou plusieurs emprisonnements pour insoumission ou désertion, l'appelé qui reste réfractaire peut à nouveau être condamné. La prescription dure tant que le réfractaire n'a pas dépassé l'âge d'être rappelé. Elle est donc nettement supérieure à celle d'un crime. Le refus d'un rappel de trois semaines peut être sanctionné de plusieurs années de prison. C'est le cas de Jacques Martin, futur pasteur de l’Église réformée, condamné en 1932 et 1935 respectivement à un an et dix huit mois de prison, puis à nouveau, brièvement, en 1937, 1938 et 1939.
Il arrive que l'armée se saisisse des réfractaires avant la justice, dès leur arrestation ou à leur sortie de prison, et les emmène dans une caserne où, refusant d'endosser l'uniforme, ils deviennent passibles, pour refus d'obéissance, d'une peine supérieure à celle encourue pour insoumission (deux ans de prison au lieu d'un seul en 1990, alors que 2 020 appelés ont été jugés pour insoumission en un an).
En France, en 2018, les désertions représentent 74 % des infractions commises par des militaires.
En France, en 2019, les insoumis sont passibles d'un an d'emprisonnement en temps de paix et de dix ans en temps de guerre. Les déserteurs sont passibles de trois à cinq ans d'emprisonnement en temps de paix et dix ans en temps de guerre. Ces peines peuvent être lourdement aggravées en cas de désertion en bande armée ou à l'étranger ou en présence de l'ennemi. Les mutilations volontaires sont punissables de cinq ans d'emprisonnement en temps de paix et de dix ans en temps de guerre.

#### Incitation et soutien aux actes des militaires réfractaires

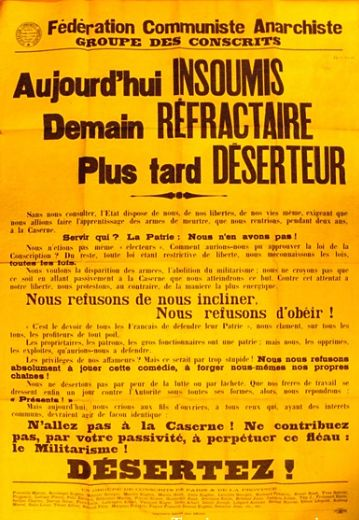
L'affiche du Groupe des conscrits d'octobre 1912.

Pendant la monarchie de Juillet, le 1er juillet 1837, deux gendarmes à cheval qui conduisent à Vannes un réfractaire de Locoal-Mendon sont attaqués par une bonne vingtaine d'individus armés qui libèrent le prisonnier.
Le linguiste Paul Passy est révoqué de son poste de professeur après une campagne en 1913 contre l'allongement du service militaire dans laquelle il a engagé l'Union des socialistes chrétiens, dont il est cofondateur, et pendant laquelle il prône la désertion, le refus de l'impôt et la grève générale.

##### Incitation et soutien à l'insoumission

###### Avant la Première guerre mondiale
En 1912, un groupe de conscrits rédige un manifeste incitant à l'insoumission et se réfugie à l’étranger. La Fédération communiste anarchiste publie 2 000 affiches et 80 000 tracts avec le manifeste. Son secrétaire national, Louis Lecoin est condamné à quatre ans de prison.

###### La Manifeste des 121
Le Manifeste des 121, titré « Déclaration sur le droit à l’insoumission dans la guerre d’Algérie », est publié le 6 septembre 1960. Certains des signataires sont inculpés. Le journaliste Robert Barrat est incarcéré pendant 16 jours. « Robert Barrat, écroué à Fresnes ! Cette geôle va-t-elle recevoir, comme il y a seize ans, les meilleurs et les plus purs ? », écrit François Mauriac dans son bloc-notes de L'Express. Finalement, les inculpations tournent court. Des fonctionnaires subissent des interdictions professionnelles,,,. Les artistes sont évincés des théâtres subventionnés et sont privés des avances sur recette cinématographiques. À la Radiodiffusion-télévision française, les signataires se voient interdire toute collaboration au sein d'un comité de réalisation, tout rôle, interview, citation d'auteur ou compte rendu d'ouvrage. En conséquence, de nombreuses émissions déjà enregistrées ou en projet sont annulées,,.

###### Après la guerre d'Algérie
En 1973, le pasteur René Cruse est condamné à Corbeil (Essonnes) pour incitation à l'insoumission et à la désertion lors d'un procès qui provoque des manifestations de soutien,,.

##### Incitation et soutien à la désertion

###### Avant la Première Guerre mondiale
Le 19 août 1911, le Tribunal correctionnel de Chalons-sur-Marne condamne le canonnier Lecoul à trois mois de prison pour avoir incité trois cavaliers à déserter et à dix jours le pâtissier Jules Schmitt qui avait remis vingt francs à l'accusé.

###### Première guerre mondiale
En 1917, E. Armand, chez qui on a trouvé des lettres de déserteurs, est condamné à cinq ans de prison pour avoir « favorisé la désertion d'un militaire ». Gaston Rolland est condamné à quinze ans de travaux forcés pour avoir hébergé un déserteur qui est lui-même condamné à cinq ans d'emprisonnement.

###### De nos jours
« Le fait pour toute personne de provoquer ou favoriser la désertion, par quelques moyens que ce soit, qu'ils aient été ou non suivis d'effet, est puni par la juridiction compétente :
1° En temps de paix, de trois ans d'emprisonnement ;
2° En temps de guerre, de dix ans d'emprisonnement. »

— Code français de justice militaire, Article L321-18

« Le fait pour toute personne d'avoir sciemment soit recelé un déserteur, soit soustrait ou tenté de soustraire d'une anière quelconque un déserteur aux poursuites ordonnées par la loi, est puni par la juridiction compétente d'un emprisonnement de deux ans et peut, en outre, si elle n'est ni militaire ni assimilée, être puni d'une amende de 3 750 euros. »

— Code français de justice militaire, Article L321-19

##### Propagande du statut des objecteurs de conscience
En France, l'article 11 de la loi de 1963 régissant le statut des objecteurs de conscience a interdit jusqu'en 1983 toute propagande tendant à inciter autrui à bénéficier de la loi dans le but exclusif de se soustraire à ses obligations militaires. Après plusieurs inculpations pour ce motif, des militants distribuent le texte du statut avec, ironiquement, comme seul commentaire « La loi permet de ne pas faire le service militaire mais elle interdit de le faire savoir ». Le pasteur René Cruse, par exemple, est inculpé en 1971. C'est au nom du même article que, le 27 février 1979, le tribunal de Nancy dissout la Fédération des objecteurs pourtant moins radicale que d'autres organisations, comme les Comités de lutte des objecteurs ou le Groupe d'action et de résistance à la militarisation, et se voulant plus conciliante avec les pouvoirs publics. Le 22 décembre 1977, une circulaire des PTT signale à ses services qu'un Comité de soutien aux objecteurs de conscience diffuse des enveloppes dont une face extérieure reproduit quatre articles de la loi relative à l'objection de conscience et qu'il faut les refuser et les renvoyer à l'expéditeur. Paradoxalement, un service public interdit donc la diffusion d'un texte de loi.
En décembre 1970, Radio Lyon, station locale de l'ORTF, enregistre l'émission Six jeunes autour d'un livre à propos de L’État de défense avec deux des auteurs, Dominique Arrivé et Bernard Vandewiele ainsi que quatre autres membres du Groupe d'action et de résistance à la militarisation. Maître Jean-Jacques de Felice apporte son commentaire. À la suite des informations fournies par les Renseignements généraux et des pressions du cabinet du préfet du Rhône et de l’état-major de Lyon, la direction nationale de l’ORTF empêche la diffusion programmée de l'émission au prétexte que la propagande pour l'objection est interdite.

##### Injure et démoralisation de l'armée, incitation à la désobéissance et à la mutinerie
En France, la critique de l'institution ou des pratiques militaires est souvent réprimée en la considérant comme une injure ou une démoralisation de l'armée ou une incitation de militaires à la désobéissance.

« Il paraît plus facile à M. le ministre de la Guerre de réprimer la presse qui dénonce les abus militaires que de réprimer les abus eux-mêmes. »

— Jean Jaurès, L'Affaire Dreyfus et la presse

###### Avant la Première Guerre mondiale

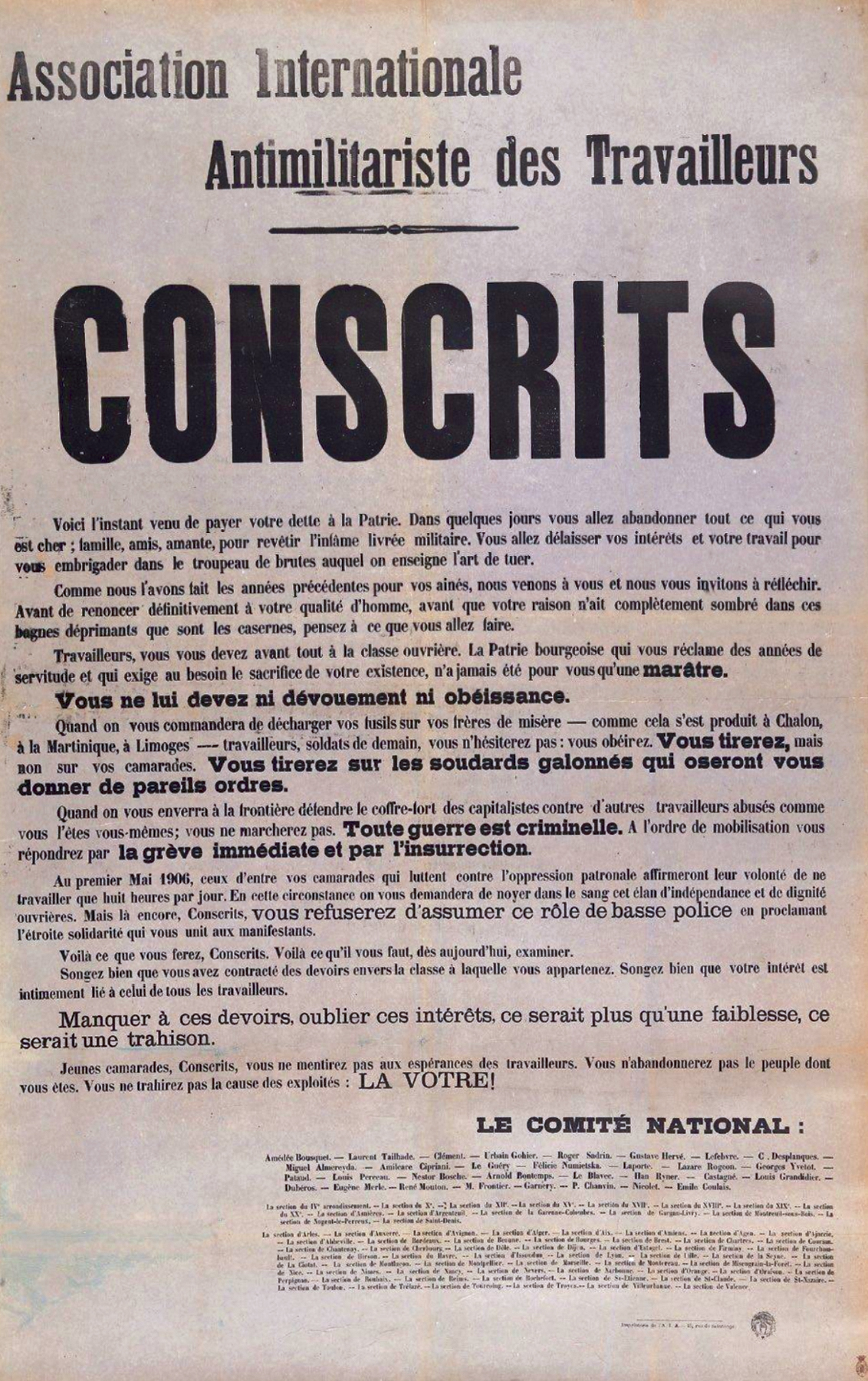
Affiche de l'appel aux conscrits, tirage daté par la BNF de 1906.

Une loi du 27 juillet 1849 instaure un nouveau délit de presse, la « provocation de militaires à la désobéissance ». Contrairement à la plupart des autres délits, celui-ci ne sera pas abrogé par la loi du 29 juillet 1881 sur la liberté de la presse. La brochure d'Auguste Caunes Le Régime du sabre est une des premières publications à en faire les frais.
Lucien Descaves, auteur du roman Les Sous-offs (1889), est traduit en cour d'assises, en compagnie de son éditeur, pour injures à l'armée et outrages aux bonnes mœurs. Il est acquitté.
En octobre 1905, une affiche de l’Association internationale antimilitariste intitulée Appel aux conscrits est placardée sur les murs de Paris. Le texte, violemment antimilitariste et antipatriote, appelle les conscrits à tourner leurs fusils vers les « soudards galonnés » plutôt que vers les grévistes, et appelle à la « grève immédiate » et à l’« insurrection » au jour d’une éventuelle déclaration de guerre. À l'issue d'un procès qui se déroule du 26 au 30 décembre 1905, vingt-six des signataires sont condamnés chacun à 100 francs d’amende et à des peines de prison allant de 6 mois à 4 ans de prison.

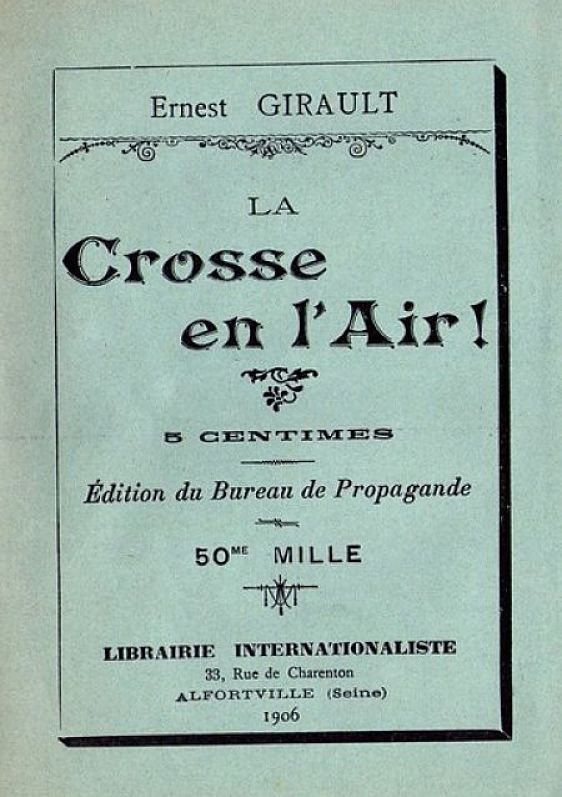
La Crosse en l'air, 1906.

En 1908, Ernest Girault est condamné à huit mois de prison pour provocation au meurtre et à la désobéissance envers les chefs de l'armée. Il a dit au cours d'une conférence « Si vous partez, ne tirez pas sur vos frères, et au cas où le feu vous serait ordonné, dirigez vos armes vers celui qui vous le commande! »

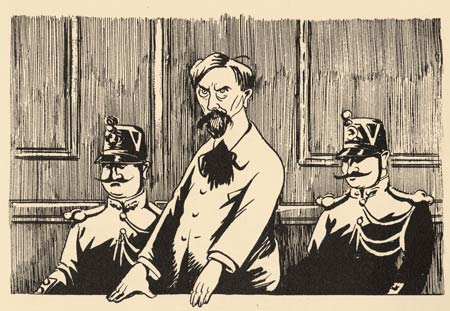
Le 26 septembre 1908, Aristide Delannoy lors de son procès pour une caricature du général Albert d'Amade publiée dans Les Hommes du jour (dessin de Vivriès).

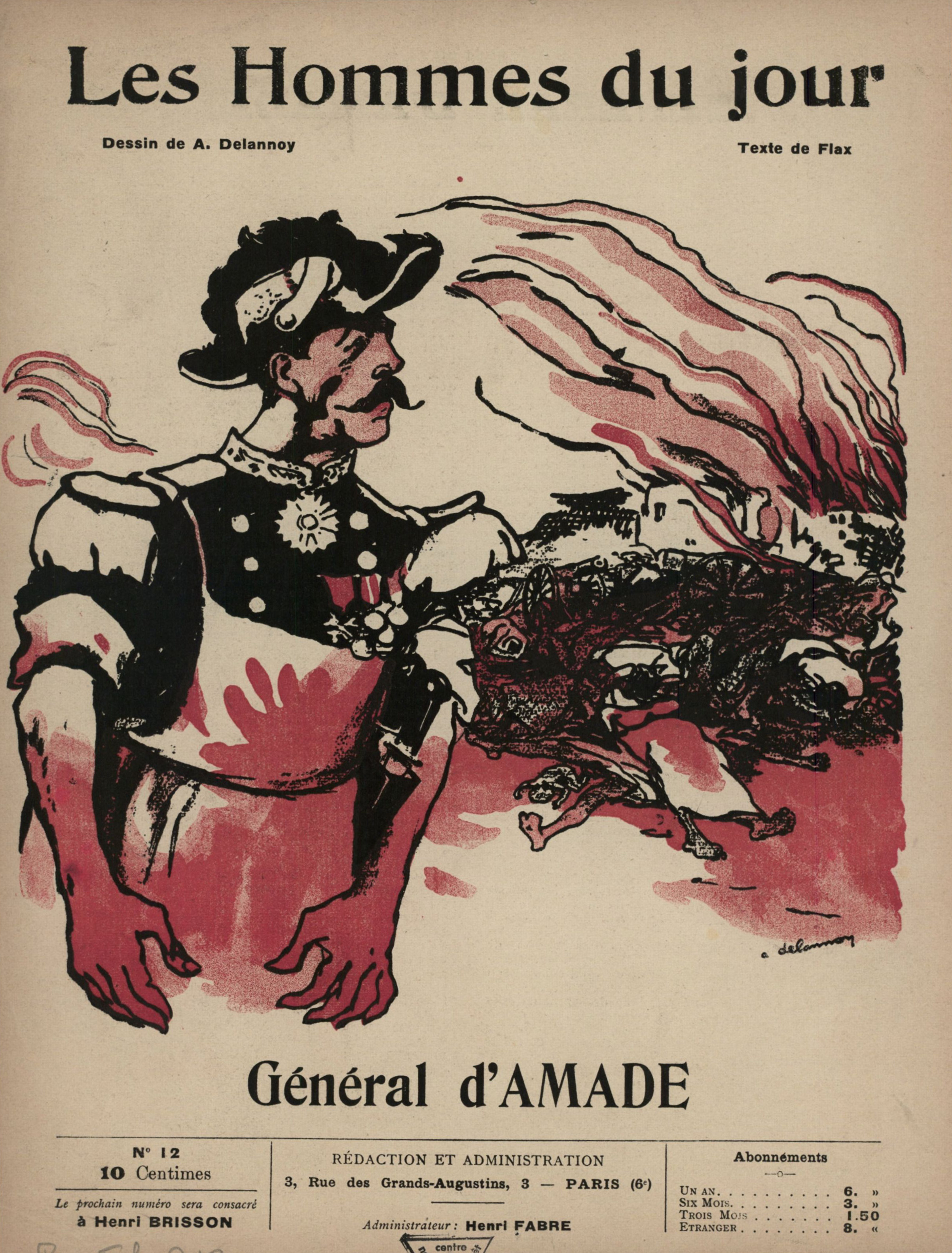
Caricature du Général Albert d'Amade par Aristide Delannoy, no 12, 1908.

En 1908 et 1909, deux articles dans Les Hommes du jour, valent la prison à Victor Méric. Comme Aristide Delannoy, auteur de la caricature du Général Albert d'Amade au tablier ensanglanté, il est condamné par la cour d’assise de la Seine à un an de prison et 3 000 F d’amende, pour diffamation et injures envers l’armée le 26 septembre 1908. Méric est condamné à six semaines de prison et 600 F d’amende pour complicité de diffamation et injures envers l’armée le 26 avril 1909. Il purge sa peine au quartier politique de la prison de la Santé, où il a notamment pour co-détenus Gustave Hervé et Miguel Almereyda. Une condamnation plus lourde à cinq ans de détention lui est également infligée, mais est effacée par une amnistie.

« Puis, j’entrais, à mon tour, dans l’hospitalière maison de la Santé. Je venais de recueillir une année de prison pour avoir trop vigoureusement exprimé ma pensée sur l’expédition du Maroc et les massacres de Casablanca. Quelque temps après, j’écopai encore de six semaines pour avoir médit de la caserne dans une chronique purement littéraire consacrée à Lucien Descaves et à son roman : Sous-Off’s. Enfin, les affaires sanglantes de Draveil-Villeneuve, où la troupe tira sur la foule ouvrière (sous le premier ministère Clemenceau), m’avaient valu une condamnation à cinq années (cette dernière condamnation fut amnistiée par la suite). »

— Victor Méric, À travers la jungle politique littéraire, Op. Cit., p.19
.
Le 17 octobre 1910, au cours d'une manifestation, Louis Bara entame le chant Gloire au 17e, puis crie aux soldats qui se trouvent un peu en arrière des gendarmes : « Soldats, crosse en l’air, rompez vos rangs, mettez-vous avec les travailleurs, faites comme vos frères du 17e. » Il est condamné le 1er février 1911 à 18 mois de prison et purge sa peine à Clairvaux. En septembre 1911, la Ligue des droits de l’homme demande sa grâce.
Émile Aubin est condamné en 1911 « pour avoir prononcé à Lagny un discours, excitant les conscrits à la désobéissance et injuriant l'armée ».

« Les jurés de la Cour d'assises de l'Yonne ont, hier, condamné cet Aubin qui avait très rudement manifesté sa haine et son mépris de l'armée. Ils ont bien fait. Et, à vrai dire, l'on ne songerait même pas à les en féliciter, si ce n'était la première fois que le jury de l'Yonne prenait une si excellente décision. »

— Le Figaro, 57e année, 3e série, no 291, mercredi 18 octobre 1911
Aubin est condamné le mois suivant par la même cour à six mois et 100 francs d’amende pour « diffamation et injures à l’armée. »
Des jeunes gens sont condamnés à trois mois de prison ferme en raison de « provocation militaire à la désobéissance et de propagande anarchiste ». En mai 1913, ils ont envoyé par-dessus le mur d'une caserne des tracts qui enjoignent les jeunes appelés à se révolter contre le projet de loi allongeant le service d’active à trois ans.

###### Première guerre mondiale
Sans l’accord de la CGT, des grèves éclatent en mai 1918, notamment dans les industries d’armements. La fin de la guerre fait partie de leurs revendications. Bientôt, on compte des centaines de milliers de grévistes aux usines Renault de Billancourt, à Saint-Étienne et ailleurs. Le syndicaliste Raymond Péricat est arrêté le 26 mai et emprisonné jusqu’à la fin de la guerre pour « complicité d’intelligence avec l’ennemi, de provocation de militaires à la désobéissance et à la désertion ».

###### Entre-deux-guerres
Jean Le Gall, secrétaire des Jeunesses syndicalistes de l’Ouest et gérant du Cri des Jeunesses syndicalistes, est condamné le 5 juillet 1921 à quarante jours de prison pour provocation de militaires à la désobéissance.
Le journal La Volonté de paix de Madeleine Vernet est interdit en 1936, après le procès du gérant, Louis Tribier, pour « provocations de militaire à la désobéissance ».

###### Seconde guerre mondiale
Arrêté le 31 août 1939 dans la Haute-Loire pour « détention et distribution de tracts d’origine ou d’inspiration étrangère » et pour « incitation de militaires à la désobéissance », l'instituteur libertaire Maurice Bouvret est révoqué et condamné, d’abord par un tribunal civil, puis par le tribunal militaire de Clermont-Ferrand le 21 mars 1940 à quatre ans de prison et 1 000 francs d’amende.
En septembre 1939, Louis Lecoin publie le tract Paix immédiate ! demandant « Que les armées, laissant la parole à la raison, déposent donc les armes ! ». Comme lui, plusieurs signataires, dont Jean Giono, sont arrêtés pour infraction au décret-loi de septembre 1939 interdisant les atteintes au moral de l'armée ou des populations. Antoine de Saint-Exupéry, Louis Jouvet et Marcel Achard témoignent au procès de Henri Jeanson qui est condamné à cinq ans de prison pour « provocation de militaires à la désobéissance ». Georges Yvetot, poursuivi, n’est pas incarcéré en raison de sa santé. Interné en différents camps, Louis Lecoin est libéré le 25 août 1941.

###### La guerre d'Indochine
Pour une affiche de janvier 1947 contre la guerre d'Indochine, huit militants du Parti communiste internationaliste sont poursuivis en correctionnelle pour avoir « directement provoqué des Français à participer à une entreprise de démoralisation ayant pour but de nuire à la défense nationale »,,.
En mars 1950, la police militaire arrête le militant communiste Henri Martin, marin affecté à l'arsenal de Toulon où il a mené, par tracts et inscriptions à la peinture, une campagne contre la guerre d'Indochine. Il est condamné à cinq années de réclusion pour participation à une « entreprise de démoralisation de l'armée et de la nation »,,. Le Parti communiste français mène une importante campagne autour de cette affaire. De nombreuses personnalités non-communistes participent au livre L'affaire Henri Martin. La pièce Drame à Toulon - Henri Martin de Claude Martin (sans lien de parenté avec le marin) et Henri Delmas relate la vie et le procès du militant. Charles Denner, René-Louis Lafforgue, José Valverde, Paul Préboist et Antoine Vitez sont quelques-uns de ses nombreux comédiens. Le Secours populaire français qui soutient la campagne pour la libération d’Henri Martin, finance les frais des déplacements et la rémunération des comédiens. Les représentations sont interdites par plusieurs préfets et maires. Mais la censure est souvent déjouée et la pièce est jouée plus de trois cents fois. En novembre 1951, le préfet de police donne l'ordre de décrocher au Salon d'automne sept tableaux dont un baptisé Henri Martin. Ces œuvres sont jugées offensantes pour le sentiment national et indignes d'être exposées dans un bâtiment appartenant à l'État.

###### La guerre d'Algérie
Le 7 mai 1956, un camion de l'armée transporte des réservistes rappelés, à La Courtine, centre de regroupement avant le départ pour la guerre d'Algérie. Il est bloqué à La Villedieu (Creuse) par les habitants et habitantes de la commune et de ses voisines pour soutenir les soldats qui, en route, ont déjà manifesté contre leur envoi en Algérie. La population nourrit les militaires et les loge dans une grange. Le lendemain, le bourg est investi par CRS et gendarmes. Trois personnes sont arrêtées : Antoine Meunier, vétéran invalide de la Seconde guerre mondiale et deux anciens résistants, René Romanet, maire communiste depuis 1935 et Gaston Fanton, instituteur de Faux-la-Montagne. Michel Frangne, un des jeunes militaires est inculpé mais sera acquitté. Fanton est incarcéré huit mois au fort du Hâ à Bordeaux. Malgré une forte mobilisation populaire en leur faveur, notamment la grève des habitants des communes concernées, Romanet et Fanton sont condamnés par la justice militaire à 3 ans de prison avec sursis et 5 ans de privation des droits civiques. Gaston Fanton est privé du droit d’exercer sa profession d’instituteur pendant 5 ans. Meunier est condamné à un an de prison avec sursis avec privation des droits civiques. Romanet est révoqué de son mandat de maire par le Préfet en 1958. En 2001, la municipalité de La Villedieu réclame la réhabilitation des condamnés et appose une plaque à la mémoire du maire « révoqué pour son action en faveur de la paix en Algérie ». Une plaque similaire à Faux-la-Montagne honore la résistance de Gaston Fanton. L'association Mémoire à vif est créée pour la réhabilitation de Romanet, Fanton et Meunier. Simone de Bollardière, veuve du général qui a dénoncé la torture pendant la guerre d'Algérie, est Présidente d’honneur de l’Association.
Le 6 juin 1956, à Surgères, une centaine de manifestants retardent le train que doivent emprunter des réservistes. Le lendemain, seize personnes sont emprisonnées, certaines plus de six mois. Elle bénéficient du soutien du Secours populaire français. Les tribunaux militaires déclarés incompétents, une cour d'assises acquitte les inculpés.
Des soldats du refus ont envoyé et publié une lettre au Président de la République pour faire part de leur refus de servir en Algérie. Plusieurs d'entre eux sont inculpés de « tentative de démoralisation de l’armée ». La presse communiste qui les soutient subit des poursuites pour provocation de militaires à la désobéissance. Ayant publié une circulaire des Jeunesses communistes de France (UJCF) soutenant Michel Ré, Marcel Tassy est inculpé pour le même motif. Francis Dufour, auteur d'un article « À propos du cas Alban Liechti » paru dans Liberté, et l'anarchiste Louis Lecoin, directeur de ce journal, sont inculpés d'incitation de militaires à la désobéissance et sont acquittés le 16 avril 1959. Lors du procès, l'avocat fait état du soutien apporté par Albert Camus, André Breton, Jean Cocteau, Bernard Buffet et d'autres. Le Secours populaire français est un soutien très actif des soldats du refus. Il organise des meetings, des collectes et des pétitions. En mai 1959, son septième congrès consacre une large part à la campagne pour la libération des soldats emprisonnés et évoque aussi « le sort inhumain réservé aux objecteurs de conscience ». Son journal La Défense contient dans tous les numéros de la période concernée de nombreux articles sur le sujet. Le 25 mai 1959, les principaux responsables de l'association et du journal ainsi que les mères d'Alban Liechti et de Jacques Alexandre sont inculpés de « complicité de provocation à la désobéissance ».
Les autorités sont habilitées par la loi du 3 avril 1955 « à prendre toutes mesures pour assurer le contrôle de la presse et des publications de toute nature ainsi que celui des émissions radiophoniques, des projections cinématographiques et des représentations théâtrales ».
En 1958, Henri Alleg, opposant communiste à la guerre d'Algérie, raconte dans La Question comment, en 1957, il a été arrêté et torturé par des parachutistes français. Le livre édité par Les Éditions de Minuit est saisi sur commission rogatoire de M. Giraud, juge d’instruction au tribunal des Forces armées, dans le cadre d’une information contre X pour « démoralisation de l’Armée ». En 1960, chez le même éditeur, Le Déserteur de Maurienne (Jean-Louis Hurst), Notre guerre de Francis Jeanson et Le Désert à l'aube de Noël Favrelière sont saisis pour incitation de militaires à la désobéissance et / ou provocation à la désertion et à l'insoumission ou pour atteinte à la sûreté intérieure de l'État. Jérôme Lindon, directeur des Éditions de Minuit, y publie Provocation à la désobéissance. Le procès du Déserteur, retranscription des débats du procès à propos du livre de Maurienne. Il y a affirme :

« Chaque Français sait, en effet, depuis le 18 juin 1940 que la désobéissance ne constitue pas forcément un crime en soi, et qu’on risque même dans certains cas – cela s’est vu à la Libération, par exemple, ou après le 22 avril 1961 [lors du putsch des généraux à Alger] d’être condamné pour n’avoir pas désobéi à ses supérieurs. »

— Provocation à la désobéissance le procès du « Déserteur » (postface Jérôme Lindon), Paris, Éd. de Minuit, impr 2012 (1re éd. 1962), 176 p. (ISBN 978-2-7073-0483-4 et 2707304832, OCLC 800919978)
En juin 1959, alors que des livres et des journaux font état de tortures pratiquées par l'armée française pendant la guerre d'Algérie, le député Christian de la Malène dépose, avec certains de ses collègues du groupe gaulliste UNR, un projet de loi, non adopté, punissant de travaux forcés « tous actes sciemment accomplis » (non plus seulement, comme dans l'ancien article 76, les entreprises concertées) « de nature à porter atteinte au moral, à l'unité, à la discipline, à la hiérarchie de l'armée, à faire douter de la légitimité de la cause qu'elle sert d'ordre du gouvernement », en particulier par voie de presse.
Entre le 1er juin 1958 et le 1er janvier 1960, près de deux cents informations sont ouvertes sur plainte du ministère des armées à l'encontre de divers journaux. Plus de la moitié aboutissent à des condamnations, ce qui, selon le ministre des armées, démontre la volonté gouvernementale de réprimer les « campagnes susceptibles de nuire au moral de l'armée et de la nation ».
En 1960, la chanson « L'amour et la guerre » écrite par Bernard Dimey et mise en musique et interprétée par Charles Aznavour est interdite sur les ondes nationales. Elle sera la bande son du film de Claude Autant-Lara Tu ne tueras point. Elle dit notamment :

« Pourquoi donc irais-je encore à la guerre
Après ce que j'ai vu, avec ce que je sais ? […]
J'ai compris maintenant ce qu'il me reste à faire
Ne comptez pas sur moi, si vous recommencez. »

Le 22 novembre 1961, quatre membres de l'Action civique non-violente comparaissent devant le tribunal de grande instance de Carpentras pour provocation de militaires à la désobéissance. Le Procureur de la République prononce un réquisitoire qui, selon Le Monde, peut « apparaître comme une apologie pure et simple des inculpés ». Ceux-ci sont néanmoins condamnés à des peines de prison avec sursis. Une autre peine de huit mois d'emprisonnement avec sursis, mais confondue avec la première, est infligée à Joseph Pyronnet pour le renvoi de son livret militaire.
Pendant la guerre d'Algérie, le journal communiste L'Humanité est saisi à 27 reprises et est l’objet de 150 poursuites, dont 49 pour « provocation de militaires à la désobéissance » et 24 pour « diffamation envers l’armée ».

###### Les années 1970
Dans sa note confidentielle no 46 976, Michel Debré, ministre de la Défense, écrit à propos de La bombe ou la vie : « Le livre de [l'abbé] Jean Toulat renfermant des passages susceptibles de nuire à la discipline et au moral des troupes, l'achat et la mise en circulation de ce livre par les bibliothèques militaires et les foyers sont interdits jusqu'à nouvel ordre ». Des personnalités, dont Jean Rostand, Bernard Clavel, le général Jousse, Alfred Kastler, l'abbé Pierre dénoncent cette interdiction comme « une atteinte au droit à l'information reconnu par la déclaration universelle des droits de l'homme ».
Le 8 mai 1972, cinq jeunes gens et la mère du déserteur Armel Gaignard sont relaxés par le tribunal de grande instance de Nantes où ils comparaissent pour avoir distribué un tract affirmant « Refuser d'être soldat est une contribution nécessaire à l'avancement de la lutte des classes » et dénonçant « l'armée qui protège les riches qui nous volent ». Ils étaient inculpés d'incitation au renvoi et à la destruction de pièces militaires, de propagande tendant à inciter autrui à bénéficier des dispositions du statut d'objecteur de conscience et de provocation de militaires à la désobéissance,.
Le 28 mai 1972, à l'occasion d'une journée portes ouvertes, des civils manifestent dans la caserne de la Valbonne. Deux distributeurs d'un tract, signé par le Comité de liaison soldats travailleurs, le Groupe d'action et de résistance à la militarisation et le Secours rouge, sont inculpés d'incitation de militaires à la désobéissance et emprisonnés pendant huit jours.
Le 7 mars 1973, lors du Carnaval de Malemort, à Brive, trois véhicules défilent avec des slogans antimilitaristes. Six militants sont inculpés.
Le tribunal correctionnel de Mulhouse, investi par des policiers armés et casqués, juge le 24 mai 1973 le mensuel alsacien Klapperstei 68 poursuivi pour « provocation de militaires à la désobéissance, injures publiques envers l'armée et provocation à la désertion ».
En 1973, à Lyon, quatre chefs d’inculpation sont signifiés à douze personnes : injures envers l'armée, incitation de militaires à la désobéissance, provocation à la désertion et à l'insoumission, incitation à autrui pour bénéficier du code du service national dans le but exclusif de se soustraire à ses obligations militaires. Ces inculpations visent des militants du Groupe d'action et de résistance à la militarisation ainsi que Henri Leclerc, gérant de la SARL Imprimerie presse nouvelle qui a imprimé les tracts incriminés. C’est la première fois depuis quatre-vingt-dix ans qu’un imprimeur va être jugé comme complice de diffuseurs d’imprimés. Les quatre tracts sont aussitôt réimprimés dans un numéro spécial de la Lettre des objecteurs. Le 12 février 1974, trois-cents personnes se massent pour assister à l’audience. L'éditeur François Maspero témoigne. La défense fait état de quatre cents lettres de soutien dont celles de Pierre Mendès France et de Daniel Mayer, président de la Ligue des droits de l’Homme. Les prévenus sont condamnés à des amendes. L'imprimeur est relaxé en appel.
En 1974, le quotidien Libération est interdit officiellement dans les casernes « en raison de la publication (…) d'articles susceptibles de nuire à la discipline et au moral des troupes ». Le 28 août 1974, le ministre de la défense, Jacques Soufflet, publie la liste des dix publications qui restent interdites dans les casernes : Crosse en l'air, Lutte antimilitariste, Soldats en lutte, Politique Hebdo, Charlie Hebdo, Col rouge, Lettre des objecteurs, Libération, Hara-Kiri et Rouge. Précédemment, le nombre des publications interdites était de deux cent cinquante, dont L'Humanité qui l'était depuis 1947.
En novembre 1974, huit militants du Comité de défense de la Haute-Vallée de Valgaudemar qui avaient organisé une manifestation de protestation contre l'installation d'un camp militaire sont inculpés pour « injures envers l'armée et le personnel militaire ; outrage à commandant de la force publique ; violences et voies de tait envers un agent de la force publique ; provocation des militaires à la désobéissance ».
Un collectif d'associations réclame l'abolition des tribunaux permanents des forces armées dénoncés comme une juridiction d'exception. En mars 1975, il publie une plaquette La justice militaire, ce qu’il faut savoir. Des caricatures de Cabu illustrent la publication ainsi qu’une affiche « Les tares de la justice plus les tares de l’armée, ça fait beaucoup ! ». Dans plusieurs villes, en 1976 et 1977, l’affiche fait l’objet d'une plainte du ministre de la Défense pour « injures à l'armée » et d’une série de condamnations des colleurs, du dessinateur, du directeur de Cité nouvelle, Ambroise Monod, et de celui du journal du Comité antimilitariste, Lutte antimilitariste, Pierre Halbwachs, qui publie l’affiche en couverture.
En 1976, cinq appelés de la caserne Jeanne d'Arc à Reims sont emprisonnés pour incitation de militaires à la désobéissance.
Vingt-cinq membres du Groupe Insoumission, inculpés d'« incitation à la désertion et à l'insoumission », sont jugés à Lyon, le 30 janvier 1978 et condamnés à 1 000 F d’amende avec sursis.

###### Les années 1990
La diffusion sur France Inter de la chanson antimilitariste La médaille de Renaud entraîne une plainte de l’Association de soutien à l'armée française envers Radio France et son président Michel Boyon, jugeant les paroles offensantes pour l'armée française et les anciens combattants. En septembre 1997, le tribunal correctionnel de Paris relaxe le prévenu, considérant que la chanson contenait effectivement des offenses envers l’armée mais que seul le ministre de la Défense pouvait intenter des poursuites,.

#### Politique et syndicalisme dans les casernes

##### Avant la Première guerre mondiale
Avant la Première guerre mondiale, les Bourses du travail et la Confédération générale du travail (CGT) pratiquent le syndicalisme révolutionnaire et antimilitariste. La CGT diffuse un appel « Aux camarades de la caserne » à fréquenter les maisons syndicales de leurs garnisons. Le Ministre de la Guerre interdit aux militaires l'accès aux bourses.

« Il importe d'ailleurs que cette propagande soit soigneusement exclue de la caserne et [… d'] en interdire l'accès à tout écrit ou imprimé analogue qui […] prétendrait exercer sur le soldat une action indépendante de l'autorité militaire ou non contrôlée par elle. »

— Général André, lettre confidentielle au gouverneur général de Paris, avril 1902
La solidarité syndicale avec les conscrits s’exprime par « Le sou du soldat » dont l’aide financière est assortie d’une propagande antimilitariste qui déclenche des poursuites contre trois dirigeants syndicaux. Le 19 janvier 1912, 12 000 manifestants se pressent lors du procès où les accusés sont condamnés à six mois de prison.
En août 1912, la fédération des instituteurs organise à son tour « Le sou du soldat » et scandalise la droite. À la Chambre, Adolphe Messimy, ancien ministre de la Guerre, révèle que des foyers d'antimilitarisme ont été découverts dans 15 ou 16 régiments. À la question « Qu'avez-vous fait de ces misérables ? », il répond simplement « Je les ai envoyés aux compagnies de discipline ». Il ajoute que, depuis la propagande du « Sou du soldat », le nombre de déserteurs et d'insoumis augmente considérablement : respectivement 2 600 et 12 000 de 1904 à 1910,.
En 1913, dix-huit responsables de la CGT sont arrêtés en relation avec « Le sou du soldat » pour « incitation de militaires à la désobéissance ». Au total, 167 mois de prison leur sont distribués.

##### Années 1970
Le 6 février 1970, trois soldats, militants de la Ligue communiste, Alain Hervé, Serge Devaux et Michel Trouilleux sont condamnés à des peines de prison pour distribution du journal Crosse en l’air, sous l’inculpation d’incitation de militaires à la désobéissance et d’atteinte au moral des troupes. Une importante campagne a lieu pour les soutenir.
Au cours de la campagne pour l'élection présidentielle de 1974, 6 000 soldats signent une pétition baptisée Appel des 100, demandant l'amélioration des conditions de vie et l'introduction des libertés d'association et d'expression dans les casernes. Le 10 septembre 1974, deux cents soldats manifestent dans les rues de Draguignan en riposte aux sanctions contre les signataires de l’appel et aux brimades racistes contre les soldats antillais du régiment. Les « meneurs » sont incarcérés. Des dizaines de comités de soldats sont créés. Ils publient, souvent avec l’aide de sections syndicales CFDT, des journaux clandestins pour leurs casernes. En novembre 1975, des comités de soldats se transforment en sections syndicales. Le 27 novembre 1975, le ministre de la Défense saisit la Cour de sûreté de l'État pour entreprise de démoralisation de l’armée ayant pour but de nuire à la Défense nationale, en vertu de l'article 84 du code pénal, qui prévoit des peines de détention criminelle pouvant aller jusqu'à dix ans,,. Cinquante-trois militaires, syndicalistes et militants politiques sont incarcérés.
À l'appel d'une centaine d'intellectuels et d'artistes de premier plan, un Comité national pour la libération des soldats et militants emprisonnés est constitué et organise des meetings et manifestations,.
Le dernier inculpé est libéré le 5 mars 1976. Un non-lieu est prononcé le 25 août 1978.
En juin 1978, le comité Droits et Libertés dans l’Institution Militaire (DLIM) est créé sous l’égide de la Ligue des Droits de l'Homme. Il réclame les droits d'information, d'expression et d'association pour tous les militaires, la suppression des Tribunaux permanents des forces armées et le respect des droits par la Sécurité militaire. Il enquête sur les accidents, les suicides et les conditions d’hygiène et de sécurité à l'armée. Il revendique le respect des droits des civils travaillant dans ou pour la Défense nationale.

#### Refus de l'impôt
« Sera puni d'une amende de 3 750 € et d'un emprisonnement de six mois quiconque aura incité le public à refuser ou à retarder le paiement de l'impôt. »

— Code français général des impôts - Article 1747

#### Défaitisme
Né le 15 avril 1889, antimilitariste et insoumis au service militaire, Louis Bertho échappe à des poursuites en prenant une fausse identité : Jules Lepetit. En 1916, il est cofondateur du Comité de défense syndicaliste, fer de lance de la résistance à la guerre. Le 19 juin 1917, il est arrêté au siège du Libertaire comme gérant de la publication clandestine d’un numéro du journal titré « Exigeons la Paix ». Quelque 10 000 exemplaires sont saisis et plusieurs autres militants arrêtés. Il est condamné le 11 octobre à deux ans de prison. Il est libéré au début d’avril 1919.
En mai 1917, lors de la Première Guerre mondiale, Marie et François Mayoux, tous les deux instituteurs à l'école communale de Dignac, publient une brochure pacifiste intitulée Les instituteurs syndicalistes et la guerre. Ils collent également des petits papillons proclamant : « Assez d’hommes tués, la Paix ! » ou « La Paix sans annexions, sans conquêtes, sans indemnités ». Ils font partie de ces instituteurs qui protestent contre l’envoi d’un opuscule violemment anti-allemand, Leurs crimes, que les enseignants doivent lire avec leurs élèves. Ils sont arrêtés, traduits en justice condamnés à six mois de prison, aggravés, le 29 décembre, à deux ans en appel et révoqués pour « propos défaitistes ». Marie est libérée le 1er avril 1919, après 10 mois de réclusion et François après 17 mois. Révoqués de l'enseignement, ils ne seront réintégrés qu'en 1924 dans le cadre de l’amnistie de 1919. Leur fils Jehan Mayoux est insoumis en 1939 et, durant la guerre d'Algérie, il réclame le droit à l'insoumission en signant le manifeste des 121.
Hélène Brion, membre de la direction du Comité pour la reprise des relations internationales, diffuse en 1917, comme les Mayoux, des brochures, des tracts et des papillons. Elle comparaît devant le premier Conseil de guerre, du 25 au 31 mars 1918, sous l’inculpation de propagande défaitiste. Elle y fait une déclaration féministe :

« Je comparais ici comme inculpée de délit politique : or je suis dépouillée de tous droits politiques. (…) La loi devrait être logique et ignorer mon existence, lorsqu’il s’agit de sanctions, autant qu’elle l’ignore lorsqu’il s’agit de droits. (…) Je suis ennemie de la guerre, parce que féministe. La guerre est le triomphe de la force brutale ; le féministe ne peut triompher que par la force morale et la valeur intellectuelle. »

— Hélène Brion, déclaration lue au Premier Conseil de Guerre, le 29 mars 1918, lire en ligne
Elle est condamnée à trois ans de prison avec sursis et révoquée de l'enseignement.

#### Réquisition militaire et affectation de défense en France
Le 12 octobre 1910, pendant une grève des chemins de fer accompagnée de sabotages, le gouvernement d'Aristide Briand publie au Journal officiel un décret de réquisition des cheminots, « au titre de la sécurité nationale », qui les rend passibles des tribunaux militaires en cas d'abandon de poste. Les cheminots reçoivent un « ordre d'appel sous les drapeaux » à suivre sous peine de prison et de révocation. Le quotidien L'Humanité défie Aristide Briand de faire arrêter, dans le bureau qu'il occupait précédemment au siège du journal, cinq membres du comité de grève qui s'y trouvent. Le préfet Lépine relève le défi et fait arrêter les syndicalistes.
Une amende et, en cas de récidive, de la prison peuvent être infligées à ceux qui refuseraient de fournir les renseignements nécessaires à leur affectation de défense prévue par l’ordonnance no 59-147 du 7 janvier 1959.

#### Service de travail obligatoire
En France, la loi du régime de Vichy stipule, en février 1943, que des amendes allant de 200 à 100 000 francs et que des sanctions d’emprisonnement allant de 3 mois à 5 ans, susceptibles, en cas de récidive d’être portées au double, seront applicables à toute personne ayant saboté ou tenté de saboter pour son compte ou pour le compte d’autrui le Service du Travail Obligatoire. En juin, le minimum de l'amende est porté à 10 000 francs. Confronté à la recrudescence des réfractaires, le gouvernement leur accorde une amnistie du 17 au 20 juillet 1943 pour leur permettre de régulariser leur situation. Il menace aussi de sanctions pouvant aller jusqu'à la fermeture de leurs entreprises les chefs de celles-ci qui occuperaient des réfractaires. Une nouvelle mesure exclut définitivement de l'Université les professeurs et étudiants réfractaires.
Lucien Bunel, en religion Père Jacques de Jésus, membre du réseau de résistance Vélite-Thermopyles, offre la protection du collège d'Avon qu'il dirige à des réfractaires du STO et à trois enfants juifs. Il est arrêté par la Gestapo et déporté dans des camps de concentration,,.

### En Italie
Sante Geronimo Caserio, futur assassin du président français Sadi Carnot, est arrêté le 26 avril 1892 pour avoir distribué à des soldats une brochure les incitant à la révolte, à la désertion et à la désobéissance. Détenu jusqu'au 26 mai 1892, il est condamné le 28 novembre 1892 à huit mois et dix jours de réclusion. Il s'expatrie. Par sa fuite, il se soustrait à la levée militaire de 1893.
Pendant la Première Guerre mondiale, le gouvernement italien abandonne au chef de l’État-major, Luigi Cadorna, une autorité absolue sur le théâtre des opérations pour la gestion des troupes et tout ce qui concerne l’armée. Cadorna rend plus sévères des lois déjà lourdement répressives. Il prescrit aux officiers de recourir à une justice sommaire. Il relégitime la décimation, disparue depuis longtemps. Cadorna insiste sur la nécessité de « fusiller sur place les soldats coupables » d’actes d’insubordination pour ne pas être à la merci du « sentimentalisme morbide des cours de justice » qui sont, selon lui, rétives à prononcer des condamnations à mort.
Le crime de désertion, écrit l'historienne Bruna Bianchi, « était la forme de désobéissance la plus répandue pendant le conflit », avec une « augmentation progressive du crime bien illustrée par le nombre de condamnations : de 10 272 au cours de la première année de guerre, il est passé à 27 817 dans la seconde et à 55 034 dans la troisième ». Pour endiguer le phénomène, la possibilité d'imposer la peine de mort s'est progressivement étendue à « des représailles contre les membres de la famille, telles que la confiscation de biens et la privation de subventions du seul fait de la plainte ».
En général, les désobéissances et les refus des soldats se traduisent par beaucoup de bruit, des slogans contre la guerre et quelques coups tirés en l’air mais par rien de comparable aux mutineries dans les armées françaises ou russes.
La « délinquance militaire » mène à 262 481 procès. Le général de corps d’armée Fabio Mini affirme à ce propos en 2014 : « À la fin du conflit, de vastes zones de l’Italie paysanne étaient habitées par des veuves et des orphelins d’hommes tombés à la guerre. Mais presque un dixième des familles qui avaient donné des soldats était devenu des familles de « délinquants » ».
Bien que sa participation à la guerre ne commence que le 23 mai 1915 et que son nombre de belligérants ne soit pas le plus important, l’Italie est le pays qui a exécuté le plus grand nombre de ses soldats. Au moins 1 050 militaires sont passés par les armes dont 270 sans jugement. Il faut ajouter 27 civils des territoires occupés, accusés, sans preuves, d’espionnage et d’actes d’hostilité contre les troupes italiennes et encore un nombre indéterminé de « bandits » et rebelles fusillés entre 1916 et 1920 par les détachements italiens engagés en Albanie.

« La mémoire de plus de mille Italiens tués par les pelotons d’exécution interpelle aujourd’hui notre conscience d’hommes libres et notre sens de l’humanité. »

— Sergio Mattarella, Président de la République italienne, Chef des forces armées et Président du conseil suprême de défense
De plus, un nombre indéterminé mais important de soldats meurt dans des bombardements et des mitraillades ordonnés contre les troupes qui se retiraient, fuyaient ou tentaient de se rendre à l’ennemi. 15 345 sentences de réclusion à perpétuité et de nombreuses condamnations à vingt années d’enfermement sont prononcées.
En 2014, l’évêque Santo Marcianò de l’Ordinariat militaire en Italie demande la réhabilitation des soldats fusillés : « Rien ne peut justifier une telle violence, jointe à la diffamation, à la honte, à l’humiliation ».
En juin 1916, quatre soldats sont fusillés à Cercivento pour avoir refusé une mission suicide. Le prêtre qui les a confessés s’est proposé pour les remplacer devant le peloton d’exécution. Le maire de la commune fait ériger en 1996 un monument commémoratif.
Pendant la Première Guerre mondiale, un soldat est condamné à six ans de prison pour propagande défaitiste parce qu'il a chanté, alors qu'il était en permission, une chanson ridiculisant le Chef d’État-major, Luigi Cadorna, et le Roi Victor-Emmanuel III. Un autre soldat, que des officiers ont entendu chanter « Prends ton fusil et jette-le au sol. / Nous voulons la paix, nous ne voulons plus la guerre. », est condamné à cinq ans et sept mois de prison.
Statistiquement, les officiers poursuivis bénéficient de plus de clémence que les soldats et elle est d'autant plus grande que leurs grades sont élevés. 58 % des officiers accusés d’abus d’autorité sont acquittés. 79,4 % des soldats jugés pour des infractions à la discipline sont condamnés. Un lieutenant qui a crié « Sergent, vous voulez emmener ces hommes à l’abattoir ? » est condamné à 20 ans de prison.
Les méthodes de commandement brutales, les décimations, l’obligation d’exécuter des actions impossibles et d’imposer une discipline féroce suscitent la résistance et l’opposition ouverte de nombreux officiers intermédiaires et subalternes, qui sont en contact direct avec la troupe. Certains refusent d’exposer leurs soldats à une mort certaine. Des troubles psychiatriques dus à la culpabilité frappent des officiers. Un aspirant comparaît devant les juges militaires car, dans les locaux du mess des officiers, il avait affirmé partager l’état d’esprit des soldats, ajoutant qu’en cas de mutinerie, de révolte ou d’autres manifestations d’indiscipline, non seulement il ne prendrait aucune mesure de répression, mais serait à la tête de la rébellion, son revolver à la main. Dans la plupart des cas, les procès pour non-répression de révolte se terminent par l’acquittement. De nombreux officiers accusés de désertion en présence de l’ennemi ou d’abandon de commandement sont acquittés ou obtiennent des peines fortement réduites. Seuls trois officiers condamnés à mort sont exécutés.

### En Norvège
En 1913, Christian Amot est condamné à cinq mois de prison pour avoir, dans Klassen Kampen, invité les soldats à se mettre en grève et deux autres militants respectivement à trente et soixante jours de prison pour la distribution du journal à des militaires en manœuvres.

### Aux Pays-Bas
En septembre 1915, alors qu’une partie de la population néerlandaise souhaite la participation du pays à la guerre mondiale, 180 puis 1 000 signataires approuvent un manifeste « contre tout ce qui touche au militarisme, y compris aussi sous la forme d’une armée populaire. […] Nous, hommes et femmes, apportons […] tout notre appui moral à ceux qui refusent le service militaire ».
Des condamnations s’ensuivent et des instituteurs et institutrices et d’autres fonctionnaires perdent leurs emplois.

### En Russie
Lors de l'invasion de l'Ukraine par la Russie en 2022, l'avocat Mikhail Benyash, défenseurs de soldats qui refusent de combattre,, est poursuivi pour avoir « discrédité les forces armées de Russie » sur YouTube.
Le reporter Mikhaïl Afanasyev, responsable du comité de protection des journalistes Novy Fokus, est arrêté après avoir médiatisé le cas de onze Gardes nationaux contestataires en Sibérie. Il est poursuivi pour avoir propagé de « fausses informations » et encourt ainsi une peine pouvant aller jusqu’à quinze ans de prison. Le même jour, d'autres journalistes et médias sont frappés sous le même prétexte.

### En Turquie
Selon l’article 318 du code pénal turc, « éloigner le peuple de l’armée » est un crime. Cette menace de sanctions est utilisée contre des objecteurs de conscience, auxquels la Turquie est le seul pays du Conseil de l'Europe à refuser un statut, mais aussi contre des militants pour la paix et les droits de l’homme.

## Soutien aux réfractaires de l'ex-Yougoslavie
Les déserteurs et insoumis fuyant les conflits dans l'ex-Yougoslavie alors en guerre sont nombreux dès le début du conflit. En 1994, on les estime à 100 000.
Le 28 octobre 1993, le Parlement européen publie une résolution votée à l'unanimité à propos de l'ex-Yougoslavie. Il invite la communauté internationale, le Conseil et les États membres à accueillir les déserteurs et les insoumis, à les protéger par un statut, à ne pas autoriser leur expulsion et à leur offrir des possibilités de formation et de perfectionnement professionnels. Il invite les États membres à affaiblir, dans l'ex-Yougoslavie, la puissance militaire des agresseurs en encourageant la désertion et l'insoumission.
Le Forum civique européen lance une campagne internationale pour inciter les états à se conformer à cette résolution et les communes et particuliers à accueillir et soutenir les réfractaires. Malgré les 100 000 signatures de pétitionnaires en Europe, peu de pouvoirs publics suivent les exemples du land de Brandebourg et de villes comme Brême, Weimar ou Parme qui accordent le droit de cité aux réfractaires. Le Danemark et la France expulsent même des déserteurs,,.
En 1999, Amnesty international fait état de centaines d'objecteurs de conscience, de déserteurs et d'insoumis incarcérés en République fédérale de Yougoslavie qui, pour la plupart, purgent des peines de cinq ans d’emprisonnement ou davantage et de 23 000 cas analogues, au moins, qui seraient en instance devant les tribunaux militaires yougoslaves.

#### Dix-neuvième siècle et début du vingtième
- Nadia Biskri, « Un établissement pénitentiaire singulier dans «l’archipel punitif» de l’armée française en Algérie : L’établissement des fers de Douera puis de Bône (1855-1858) », L'année de Maghreb, vol. L'inévitable prison, no 20,‎ 2019, p. 35-57 (lire en ligne, consulté le 2 décembre 2020)
- Dominique Kalifa, Biribi : les bagnes coloniaux de l'armée française, Paris, Éditions Perrin, 2016, 409 p. (ISBN 978-2-262-06451-8 et 2-262-06451-2, OCLC 944121488)
- Karl Liebknecht et Claudie Weill (Choix de textes et présentation) (trad. Marcel Ollivier), Militarisme, guerre, révolution, Paris, François Maspero, coll. « Bibliothèque socialiste » (no 17), octobre 1970, 270 p.
- Guillaume Davranche, Trop jeunes pour mourir : ouvriers et révolutionnaires face à la guerre : 1909-1914, Montreuil et Paris, L'Insomniaque et Libertalia, impr. 2016, dl 2016, 558 p. (ISBN 978-2-918059-82-0, 2-918059-82-X et 2-918059-54-4, OCLC 951904684, lire en ligne)
- Collectif, « Plutôt l’insurrection que la guerre ! » L'antimilitarisme dans l'Yonne avant 1914, Colloque ADIAMOS 89, Société des sciences historiques et naturelles de l’Yonne, 4e trimestre 2005, 242 p.
- André Loez et Nicolas Mariot (dir.), Obéir, désobéir : les mutineries de 1917 en perspective, Paris, La Découverte, 2008, 446 p. (ISBN 978-2-7071-5619-8)
- Les anarchistes et le cas de conscience, Paris, Éditions de la « Librairie sociale », coll. « Bibliothèque de propagande anarchiste » (no 1), 1921, 32 p. (lire en ligne)
- Emma Goldman, L’épopée d’une anarchiste, Éditions Complexe, Historiques, no 1, Bruxelles, 1984, 320 p.
- Guy Dechesne, Un siècle d'antimilitarisme révolutionnaire, socialistes, anarchistes, syndicalistes et féministes, 1849-1939, Atelier de création libertaire, septembre 2021, 208 p.

#### Entre-deux-guerres
- Nicolas Faucier (préf. Jean-Louis Panné), Pacifisme et antimilitarisme dans l’entre-deux-guerres : 1919-1939, Paris, Spartacus (no 124 B), septembre 1983, 206 p.

#### Service du travail obligatoire
- Raphaël Spina, Histoire du STO, Paris, Éditions Perrin, 2017, 570 p. (ISBN 978-2-262-04757-3)
- Patrice Arnaud, Les STO histoire des Français requis en Allemagne nazie : 1942-1945, Paris, CNRS Éditions, 2010, 592 p. (ISBN 978-2-271-06768-5 et 2271067685, OCLC 690369278)

#### Guerre d'Indochine
- Louis de Villefosse, « Note sur l'affaire Henri Martin », Esprit, no 1, janvier 1952, p. 58-63
- Jean-Marie Domenach, « Refus de conscience et sabotage », Esprit, no 1, janvier 1952, p. 63-65

#### Guerre d'Algérie
- Jean-Charles Jauffret, Ces officiers qui ont dit non à la torture, Algérie 1954-1962, Paris, Autrement, 2005, 174 p.
- Abdelkader Rahmani, L'Affaire des officiers algériens, Éditions du Seuil, 1959
- Tramor Quemeneur, « Refuser l'autorité ? Étude des désobéissances de soldats français pendant la guerre d'Algérie (1954-1962) », Outre-mers, Revue d'histoire, vol. 98 « Le contact colonial dans l'empire français : XIXe – XXe siècles », nos 370-371,‎ 01 semestre 2011, p. 57-66 (lire en ligne)
- Tramor Quemeneur, Les « soldats du refus », La détention, la campagne de soutien et la répression des soldats communistes refusant de participer à la guerre d'Algérie, Histoire de la justice, 2005/1 (No 16)
- Collectif, coordonné par l'association Sortir du colonialisme (préf. Tramor Quemeneur, postface Nils Andersson), Résister à la guerre d'Algérie : par les textes de l'époque, Les Petits matins, 2012  (ISBN 9782363830098 et 2363830091), 192 p.
- Raphaël Delpard, 20 ans pendant la guerre d'Algérie : générations sacrifiées, Neuilly-sur-Seine, Éditions Michel Lafon, 2001, 326 p. (ISBN 2-84098-641-8 et 9782840986416, OCLC 46319267)
- Erica Fraters (préf. Jean-Jacques de Felice, postface de Djaouida Séhili), Les réfractaires à la guerre d’Algérie 1959-1962, Paris, Éditions Syllepse, 2005, 224 p. (ISBN 978-2-84950-049-1)
- Joseph Pyronnet, Résistances non-violentes, Paris/Budapest/Kinshasa etc., Éditions L'Harmattan, 2006, 170 p. (ISBN 2-296-00597-7 et 9782296005976, OCLC 424266413)
- Anne Simonin, Les Éditions de Minuit, 1942-1955. Le devoir d'insoumission, Paris, éditions de l'IMEC, 1994  (ISBN 2-908295-20-2)
- Hélène Bracco, Pour avoir dit non : actes de refus dans la guerre d'Algérie, 1954-1962, Paris, Paris-Méditerranée, 2003, 334 p. (ISBN 2-84272-188-8 et 9782842721886, OCLC 54383217)
- Marc Giovaninetti, « Le Parti communiste français et les soldats du contingent pendant la guerre d’Algérie : prôner l’insoumission ou accepter la mobilisation ? », Le Mouvement social, no 251,‎ 2015, p. 75-97 (lire en ligne, consulté le 8 juillet 2019)
- Michel Hanniet, Insoumission et refus d'obéissance : un ancien réfractaire à la guerre d'Algérie passé à la question cinquante ans plus tard, Châteauroux-les-Alpes, Éditions Les Tilleuls du Square - Gros textes, 122 p. (ISBN 978-2-35082-351-5 et 2350823512, OCLC 1028975704)
- Jeune Résistance, « Collection de publications de Jeune Résistance », sur pandor.u-bourgogne.fr (consulté le 23 décembre 2020)

#### Fin du vingtième siècle
- Maurice Balmet, Patrice Bouveret, Guy Dechesne, Jean-Michel Lacroûte, François Ménétrier et Mimmo Pucciarelli, Résister à la militarisation : Le Groupe d'action et de résistance à la militarisation, Lyon 1967-1984, Lyon, Atelier de création libertaire, 2019, 324 p. (ISBN 978-2-35104-121-5)
- Mireille Debard et Jean-Luc Hennig (préf. Michel Foucault, ill. Cabu), Les juges kaki, Paris, Alain Moreau, 4e trimestre 1977, 297 p.
- Laurent Jalabert, Les partis à l’épreuve de 68, Rennes, Presses universitaires de Rennes, 2012, 282 p. (lire en ligne), « Jeunesse scolarisée et antimilitarisme en France (1971-1974) », p. 71-83
- Investir pour la paix, Contribuables pour la paix – Refus : Redistribution 3% de l’impôt contre le nucléaire militaire, Non-violence politique (no supplément au 71), 2e trimestre 1984, 8 p.
- Philippe Artières, Le peuple du Larzac, Une histoire de crânes, sorcières, croisés, paysans, prisonniers, soldats, ouvrières, militants, touristes et brebis…, Paris, La Découverte, mai 2021, 304 p. (ISBN 9782348042690)
- Désobéissance civile et luttes autonomes, Alternatives, Éditions librairies alternative et parallèles, 2ème trimestre 1978, p. 59-75
- Fabienne Messica et Tamir Sorek, Refuzniks israéliens : Ces soldats qui refusent de combattre dans les territoires occupés, Paris, Agnès Viénot éditions, coll. « Moisson rouge », 18 mars 2003, 242 p. (ISBN 2-914645-31-7 et 978-2-914645-31-7, OCLC 52806364)
- Collectif (trad. Ilda Nunes, préf. Victor Pereira), Exils : Témoignages d'exilés et de déserteurs portugais, Paris, Chandeigne, coll. « Bibliothèque lusitane », mars 2022, 156 p. (ISBN 978-2-36732-214-8 et 2-36732-214-7, OCLC 1310473513)

#### Vingt-et-unième siècle

##### Invasion russe de l'Ukraine
- Guy Dechesne Russie Les réfractaires à la guerre d'invasion en Ukraine, Éditions Syllepse, Observatoire des armements, Paris, Lyon, février 2025

##### Israël
- Martin Barzilai (préf. Eyal Sivan, postface Amnesty International, photogr. Martin Barzilai), Refuzniks, dire non à l'armée en Israël, Paris, Libertalia, 2017, 197 p. (ISBN 9782377290192)
- Martin Barzilai (préf. Eyal Sivan, photogr. Martin Barzilai), Nous refusons, dire non à l'armée en Israël, Paris, Libertalia, avril 2025, 160 p. (ISBN 9782377293872)

### Filmographie
- Cher frangin, Gérard Mordillat, 1989[486].
- Fusillés pour l'exemple, film documentaire français de Patrick Cabouat
- Monsieur le Président, je vous fais une lettre, réalisé par Alain Taieb, écrit par Alain Taieb et Virginie Adoutte, diffusé sur ARTE en 2000, 52 min.
- Georges Mourier, Combattre ?, film en deux épisodes consacré à Abdelkader Rahmani, produit par La lanterne et Citizen TV, 2004, collection Le Choix des Hommes
- Mehdi Lallaoui, Le Manifeste des 121, Mémoires vives productions, 52 min. « Le Manifeste des 121 », sur dailymotion.com (consulté le 24 décembre 2020)